# Phân loại virus

Phân loại virus

Phân loại virus là quá trình đặt tên virus và đặt chúng vào một hệ thống phân loại, tương tự như các hệ thống phân loại được sử dụng cho các sinh vật tế bào.
Virus chủ yếu được phân loại theo các đặc điểm kiểu hình, chẳng hạn như hình thái, loại axit nucleic, chế độ sao chép, sinh vật chủ và loại bệnh mà chúng gây ra. Việc phân loại virus chính thức là trách nhiệm của Ủy ban quốc tế về phân loại virus (ICTV), mặc dù hệ thống phân loại của Baltimore có thể được sử dụng để đặt virus vào một trong bảy nhóm dựa trên cách tổng hợp mRNA của chúng. Các quy ước đặt tên cụ thể và các hướng dẫn phân loại tiếp theo được ICTV đặt ra.
Một danh mục của tất cả các loại virus được biết đến trên thế giới đã được đề xuất và vào năm 2013, một số nỗ lực sơ bộ đã được tiến hành.
Hệ thống phân loại virus đã được sắp xếp lại và theo phân loại mới nhất, các virus được phân thành 6 bộ chính :
- Caudovirales: Bao gồm các virus có ADN và có cấu trúc hình que (như virus phages).
- Herpesvirales: Bao gồm các virus herpesvirus có ADN gây bệnh ở động vật và con người.
- Mononegavirales: Bao gồm các virus RNA đơn sợi âm quang, bao gồm các loại virus gây bệnh như virus Ebola và virus Cúm.
- Nidovirales: Bao gồm các virus RNA dương sợi lớn, bao gồm các loại virus gây bệnh như virus SARS-CoV-2 (virus gây COVID-19).
- Picornavirales: Bao gồm các virus RNA dương sợi nhỏ, không bao bọc, bao gồm các loại virus gây bệnh như virus Poliovirus và virus Feline Calicivirus (FCV).
- Tymovirales: Bao gồm các virus RNA dương sợi nhỏ, không bao bọc, gây bệnh ở cây trồng.

## Định nghĩa loài virus
Các loài tạo thành cơ sở cho bất kỳ hệ thống phân loại sinh học. Trước năm 1982, người ta đã nghĩ rằng virus không thể được tạo ra để phù hợp với khái niệm sinh sản loài của Ernst Mayr, và vì vậy không thể chấp nhận việc phân loại như vậy. Năm 1982, ICTV bắt đầu định nghĩa một loài là "một nhóm các chủng" với phẩm chất nhận dạng duy nhất. Năm 1991, các nguyên tắc cụ thể hơn rằng một loài vi-rút là một phân loại polythetic virus mà tái tạo các họ virus và bao gồm thêm một nice sinh thái đặc biệt.
Vào tháng 7 năm 2013, định nghĩa của ICTV về các loài đã thay đổi thành: "Một loài là một nhóm vi rút đơn thể có đặc tính có thể được phân biệt với các loài khác theo nhiều tiêu chí."  Virus là các thực thể vật lý thực sự được tạo ra bởi tiến hóa sinh học và di truyền, trong khi các loài virus và phân loại cao hơn là các khái niệm trừu tượng được tạo ra bởi suy nghĩ hợp lý và logic. Do đó, mối quan hệ virus / loài đại diện cho tuyến đầu của giao diện giữa sinh học và logic.
Các tiêu chí thực tế được sử dụng thay đổi theo đơn vị phân loại và đôi khi có thể không nhất quán (ngưỡng tương tự tùy ý) hoặc không liên quan đến dòng dõi (địa lý). Vấn đề là, đối với nhiều virus, việc này chưa được giải quyết.

## Cây phân loại
Nhóm phân loại bậc cao nhất của virus gọi là vực, các vực được chia thành các nhóm phân loại bậc thấp hơn (giới, ngành, v.v.). Virus gồm có 6 vực là Adnaviria, Duplodnaviria, Monodnaviria, Riboviria, Ribozyviria và Varidnaviria, còn những nhóm khác như Viriform, Satellite và Viroid không được xem là vực. Tất cả đều được mô tả dưới đây.

### Adnaviria
- Vực Adnaviria
  - Giới Zilligvirae
    - Ngành Taleaviricota
      - Lớp Tokiviricetes
        - Bộ Ligamenvirales
          - Họ Lipothrixviridae
            - Chi Alphalipothrixvirus
            - Chi Betalipothrixvirus
            - Chi Deltalipothrixvirus

          - Họ Rudiviridae
            - Chi Azorudivirus
            - Chi Hoswirudivirus
            - Chi Icerudivirus
            - Chi Itarudivirus
            - Chi Japarudivirus
            - Chi Mexirudivirus
            - Chi Usarudivirus

          - Họ Ungulaviridae
            - Chi Captovirus

        - Bộ Maximonvirales
          - Họ Ahmunviridae
            - Chi Yumkaaxvirus

        - Bộ Primavirales
          - Họ Tristromaviridae
            - Chi Alphatristromavirus
            - Chi Betatristromavirus

### Duplodnaviria
- Vực Duplodnaviria
  - Giới Heunggongvirae
    - Ngành Peploviricota
      - Lớp Herviviricetes
        - Bộ Herpesvirales
          - Họ Alloherpesviridae
            - Chi Batravirus
            - Chi Cyvirus
            - Chi Ictavirus
            - Chi Salmovirus

          - Họ Malacoherpesviridae
            - Chi Aurivirus
            - Chi Ostreavirus

          - Họ Orthoherpesviridae
            - Phân họ Alphaherpesvirinae
              - Chi Iltovirus
              - Chi Mardivirus
              - Chi Scutavirus
              - Chi Symplexvirus
              - Chi Varicellovirus

            - Phân họ Betaherpesvirinae
              - Chi Cytomegalovirus
              - Chi Muromegalovirus
              - Chi Proboscivirus
              - Chi Quwivirus
              - Chi Roseolovirus

            - Phân họ Gammaherpesvirinae
              - Chi Bossavirus
              - Chi Lymphocryptovirus
              - Chi Macavirus
              - Chi Manticavirus
              - Chi Patagivirus
              - Chi Percavirus
              - Chi Rhadinovirus

    - Ngành Uroviricota
      - Lớp Caudoviricetes
        - Bộ Crassvirales
          - Họ Crevaviridae
            - Phân họ Coarsevirinae
              - Chi Junduvirus

            - Phân họ Doltivirinae
              - Chi Kahucivirus
              - Chi Kingevirus

          - Họ Intestiviridae
            - Phân họ Churivirinae
              - Chi Jahgtovirus

            - Phân họ Crudevirinae
              - Chi Carjivirus
              - Chi Dabirmavirus
              - Chi Delmidovirus
              - Chi Diorhovirus
              - Chi Drivevirus
              - Chi Endlipuvirus
              - Chi Whopevirus

            - Phân họ Obtuvirinae
              - Chi Fohxhuevirus
              - Chi Hacihdavirus
              - Chi Wotdevirus

          - Họ Steigviridae
            - Phân họ Asinivirinae
              - Chi Akihdevirus
              - Chi Kahnovirus
              - Chi Kehishuvirus
              - Chi Kolpuevirus
              - Chi Lahndsvirus
              - Chi Lebriduvirus
              - Chi Mahlunavirus
              - Chi Mahstovirus
              - Chi Pamirivirus
              - Chi Paundivirus
              - Chi Pipoluvirus
              - Chi Wulfhauvirus

          - Họ Suoliviridae
            - Phân họ Bearivirinae
              - Chi Afonbuvirus

            - Phân họ Boorivirinae
              - Chi Canhaevirus
              - Chi Cohcovirus
              - Chi Culoivirus

            - Phân họ Loutivirinae
              - Chi Blohavirus
              - Chi Buchavirus
              - Chi Bourbuivirus

            - Phân họ Oafivirinae
              - Chi Bohxovirus
              - Chi Buhlduvirus
              - Chi Burzaovirus
              - Chi Cacepaovirus
              - Chi Chuhaivirus

            - Phân họ Uncouvirinae
              - Chi Aurodevirus
              - Chi Besingivirus
              - Chi Birpovirus

            - (-)
              - Chi Dechshavirus

        - Bộ Juravirales
          - Họ Yangangviridae
            - Chi Mathaucavirus
            - Chi Nohelivirus
            - Chi Senitvirus

          - Họ Yanlukaviridae
            - Chi Sweetvirus

        - Bộ Kirjokansivirales
          - Họ Graaviviridae
            - Chi Beejeyvirus
            - Chi Seejivirus

          - Họ Haloferuviridae
            - Chi Dpdavirus
            - Chi Retbasiphovirus
            - Chi Saldibavirus

          - Họ Pyrstoviridae
            - Chi Hatrivirus

          - Họ Shortaselviridae
            - Chi Lonfivirus

        - Bộ Magrovirales
          - Họ Aoguangviridae
            - Chi Aobingvirus

        - Bộ Methanobavirales
          - Họ Anaerodiviridae
            - Chi Metforvirus

          - Họ Leisingerviridae
            - Chi Psimunavirus

        - Bộ Nakonvirales
          - Họ Ahpuchviridae
            - Chi Kisinvirus

          - Họ Ekchuahviridae
            - Chi Kukulkanvirus

        - Bộ Thumleimavirales
          - Họ Druskaviridae
            - Chi Hacavirus
            - Chi Tredecimvirus

          - Họ Hafunaviridae
            - Chi Haloferacalesvirus
            - Chi Laminvirus
            - Chi Mincapvirus
            - Chi Minorvirus

          - Họ Halomagnusviridae
            - Chi Hagravirus

          - Họ Soleiviridae
            - Chi Eilatmyovirus

        - (-)
          - Họ Ackermannviridae
            - Phân họ Aglimvirinae
              - Chi Agtrevirus
              - Chi Limestonevirus

            - Phân họ Cvivirinae
              - Chi Kuttervirus

            - (-)
              - Chi Campanilevirus
              - Chi Kujavirus
              - Chi Miltonvirus
              - Chi Nezavisimistyvirus
              - Chi Taipeivirus
              - Chi Tedavirus
              - Chi Vapseptimavirus

          - Họ Aggregaviridae
            - Chi Harrekavirus

          - Họ Aliceevansviridae
            - Chi Brussowvirus
            - Chi Moineauvirus
            - Chi Vansinderenvirus

          - Họ Arenbergviridae
            - Chi Wroclawvirus

          - Họ Assiduviridae
            - Chi Cebadecemvirus
            - Chi Cellubavirus
            - Chi Nekkelsvirus

          - Họ Autographiviridae
            - Phân họ Beijerinckvirinae
              - Chi Daemvirus
              - Chi Friunavirus
              - Chi Pettyvirus

            - Phân họ Colwellvirinae
              - Chi Gutovirus
              - Chi Kaohsiungvirus
              - Chi Murciavirus
              - Chi Trungvirus
              - Chi Uliginvirus

            - Phân họ Corkvirinae
              - Chi Kantovirus
              - Chi Kotilavirus
              - Chi Phimunavirus
              - Chi Stompvirus

            - Phân họ Krylovirinae
              - Chi Kirikabuvirus
              - Chi Phikmvvirus
              - Chi Stubburvirus
              - Chi Tunggulvirus

            - Phân họ Melnykvirinae
              - Chi Aerosvirus
              - Chi Aghbyvirus
              - Chi Ahphunavirus
              - Chi Cronosvirus
              - Chi Panjvirus
              - Chi Pienvirus
              - Chi Pokrovskaiavirus
              - Chi Wanjuvirus

            - Phân họ Molineuxvirinae
              - Chi Acadevirus
              - Chi Axomammavirus
              - Chi Eracentumvirus
              - Chi Tuodvirus
              - Chi Vectrevirus
              - Chi Zindervirus

            - Phân họ Okabevirinae
              - Chi Ampunavirus
              - Chi Higashivirus
              - Chi Mguuvirus
              - Chi Risjevirus
              - Chi Sukuvirus

            - Phân họ Slopekvirinae
              - Chi Bucovirus
              - Chi Drulisvirus
              - Chi Koutsourovirus
              - Chi Novosibovirus

            - Phân họ Studiervirinae
              - Chi Aarhusvirus
              - Chi Apdecimavirus
              - Chi Berlinvirus
              - Chi Caroctavirus
              - Chi Chatterjeevirus
              - Chi Eapunavirus
              - Chi Elunavirus
              - Chi Foetvirus
              - Chi Ghunavirus
              - Chi Helsettvirus
              - Chi Jarilovirus
              - Chi Kayfunavirus
              - Chi Minipunavirus
              - Chi Ningirsuvirus
              - Chi Pektosvirus
              - Chi Phutvirus
              - Chi Pifdecavirus
              - Chi Pijolavirus
              - Chi Przondovirus
              - Chi Teetrevirus
              - Chi Teseptimavirus
              - Chi Troedvirus
              - Chi Unyawovirus
              - Chi Warsawvirus

            - (-)
              - Chi Aegirvirus
              - Chi Anchaingvirus
              - Chi Aqualcavirus
              - Chi Ashivirus
              - Chi Atuphduovirus
              - Chi Ayakvirus
              - Chi Ayaqvirus
              - Chi Banchanvirus
              - Chi Bifsepvirus
              - Chi Bonnellvirus
              - Chi Cheungvirus
              - Chi Chosvirus
              - Chi Cuernavacavirus
              - Chi Cyclitvirus
              - Chi Ermolevavirus
              - Chi Foturvirus
              - Chi Foussvirus
              - Chi Fussvirus
              - Chi Gajwadongvirus
              - Chi Gyeongsanvirus
              - Chi Igirivirus
              - Chi Jalkavirus
              - Chi Jiaoyazivirus
              - Chi Kafavirus
              - Chi Kajamvirus
              - Chi Kakivirus
              - Chi Kalppathivirus
              - Chi Kelmasvirus
              - Chi Kembevirus
              - Chi Krakvirus
              - Chi Lauvirus
              - Chi Limelightvirus
              - Chi Lingvirus
              - Chi Lirvirus
              - Chi Lullwatervirus
              - Chi Maculvirus
              - Chi Napahaivirus
              - Chi Nohivirus
              - Chi Oinezvirus
              - Chi Paadamvirus
              - Chi Pagavirus
              - Chi Pairvirus
              - Chi Pedosvirus
              - Chi Pekhitvirus
              - Chi Pelagivirus
              - Chi Percyvirus
              - Chi Piedvirus
              - Chi Podivirus
              - Chi Pollyceevirus
              - Chi Poseidonvirus
              - Chi Powvirus
              - Chi Pradovirus
              - Chi Qadamvirus
              - Chi Scottvirus
              - Chi Sednavirus
              - Chi Serkorvirus
              - Chi Sieqvirus
              - Chi Stompelvirus
              - Chi Stopalavirus
              - Chi Stopavirus
              - Chi Stupnyavirus
              - Chi Tangaroavirus
              - Chi Tawavirus
              - Chi Tiamatvirus
              - Chi Tiilvirus
              - Chi Tritonvirus
              - Chi Voetvirus
              - Chi Votkovvirus
              - Chi Waewaevirus
              - Chi Wuhanvirus
              - Chi Youngvirus

          - Họ Casjensviridae
            - Chi Ahduovirus
            - Chi Broinstvirus
            - Chi Cenphatecvirus
            - Chi Chivirus
            - Chi Dunedinvirus
            - Chi Enchivirus
            - Chi Fengtaivirus
            - Chi Gediminasvirus
            - Chi Gwanakrovirus
            - Chi Jacunavirus
            - Chi Kokobelvirus
            - Chi Lavrentievavirus
            - Chi Maxdohrnvirus
            - Chi Nazgulvirus
            - Chi Newforgelanevirus
            - Chi Phobosvirus
            - Chi Redjacvirus
            - Chi Salvovirus
            - Chi Sanovirus
            - Chi Seodaemunguvirus
            - Chi Sessunavirus
            - Chi Sharonstreetvirus
            - Chi Yonseivirus
            - Chi Zhonglingvirus

          - Họ Chaseviridae
            - Phân họ Cleopatravirinae
              - Chi Carltongylesvirus
              - Chi Faunusvirus
              - Chi Loessnervirus
              - Chi Myducvirus
              - Chi Sabourvirus
              - Chi Suwonvirus

            - Phân họ Nefertitivirinae
              - Chi Pahsextavirus
              - Chi Yushanvirus

            - (-)
              - Chi Shantouvirus

          - Họ Demerecviridae
            - Phân họ Ermolyevavirinae
              - Chi Cetovirus
              - Chi Jesfedecavirus
              - Chi Thalassavirus
              - Chi Vipunavirus

            - Phân họ Markadamsvirinae
              - Chi Epseptimavirus
              - Chi Tequintavirus

            - Phân họ Mccorquodalevirinae
              - Chi Hongcheonvirus
              - Chi Myunavirus

            - (-)
              - Chi Novosibvirus
              - Chi Pogsetimavirus
              - Chi Priunavirus
              - Chi Shenzhenvirus
              - Chi Sugarlandvirus

          - Họ Drexlerviridae
            - Phân họ Braunvirinae
              - Chi Christensenvirus
              - Chi Guelphvirus
              - Chi Loudonvirus
              - Chi Rtpvirus
              - Chi Veterinaerplatzvirus

            - Phân họ Rogunavirinae
              - Chi Eastlansingvirus
              - Chi Lindendrivevirus
              - Chi Rogunavirus
              - Chi Wilsonroadvirus

            - Phân họ Tempevirinae
              - Chi Changchunvirus
              - Chi Hanrivervirus
              - Chi Henuseptimavirus
              - Chi Tlsvirus
              - Chi Warwickvirus

            - Phân họ Tunavirinae
              - Chi Badaguanvirus
              - Chi Sertoctavirus
              - Chi Tunavirus

            - (-)
              - Chi Eclunavirus
              - Chi Hicfunavirus
              - Chi Jhansiroadvirus
              - Chi Kyungwonvirus
              - Chi Nouzillyvirus
              - Chi Sauletekiovirus
              - Chi Vilniusvirus
              - Chi Webervirus

          - Họ Duneviridae
            - Chi Ingelinevirus
            - Chi Labanvirus
            - Chi Unahavirus

          - Họ Fervensviridae
            - Chi Deepoceanvirus

          - Họ Forsetiviridae
            - Chi Freyavirus

          - Họ Fredfastierviridae
            - Chi Jamesmcgillvirus

          - Họ Grimontviridae
            - Chi Crifsvirus
            - Chi Dalianvirus
            - Chi Libingvirus
            - Chi Moazamivirus
            - Chi Privateervirus

          - Họ Guelinviridae
            - Phân họ Denniswatsonvirinae
            - Chi Capvunavirus
            - Chi Gregsiragusavirus
            - Chi Brucesealvirus
            - Chi Hzauvirus
            - Chi Susfortunavirus

          - Họ Helgolandviridae
            - Chi Leefvirus

          - Họ Herelleviridae
            - Phân họ Bastillevirinae
              - Chi Agatevirus
              - Chi Bastillevirus
              - Chi Bequatrovirus
              - Chi Caeruleovirus
              - Chi Eldridgevirus
              - Chi Goettingenvirus
              - Chi Grisebachstrassevirus
              - Chi Jeonjuvirus
              - Chi Matervirus
              - Chi Moonbeamvirus
              - Chi Nitunavirus
              - Chi Shalavirus
              - Chi Siophivirus
              - Chi Tsarbombavirus
              - Chi Wphvirus

            - Phân họ Brockvirinae
              - Chi Kochikohdavirus
              - Chi Schiekvirus

            - Phân họ Jasinkavirinae
              - Chi Pecentumvirus

            - Phân họ Spounavirinae
              - Chi Okubovirus
              - Chi Siminovitchvirus

            - Phân họ Twortvirinae
              - Chi Baoshanvirus
              - Chi Kayvirus
              - Chi Sciuriunavirus
              - Chi Sepunavirus
              - Chi Silviavirus
              - Chi Twortvirus

            - (-)
              - Chi Elpedvirus
              - Chi Harbinvirus
              - Chi Hopescreekvirus
              - Chi Klumppvirus
              - Chi Mooreparkvirus
              - Chi Salchichonvirus
              - Chi Tybeckvirus
              - Chi Watanabevirus

          - Họ Kleczkowskaviridae
            - Chi Cuauhnahuacvirus

          - Họ Kyanoviridae
            - Chi Acionnavirus
            - Chi Ahtivirus
            - Chi Alisovirus
            - Chi Anaposvirus
            - Chi Atlauavirus
            - Chi Bellamyvirus
            - Chi Bristolvirus
            - Chi Brizovirus
            - Chi Chalconvirus
            - Chi Charybdisvirus
            - Chi Cymopoleiavirus
            - Chi Emcearvirus
            - Chi Galenevirus
            - Chi Gibbetvirus
            - Chi Glaucusvirus
            - Chi Greenvirus
            - Chi Haifavirus
            - Chi Huanghaivirus
            - Chi Kanaloavirus
            - Chi Leucotheavirus
            - Chi Libanvirus
            - Chi Lipsvirus
            - Chi Lowelvirus
            - Chi Macariavirus
            - Chi Makaravirus
            - Chi Makelovirus
            - Chi Mazuvirus
            - Chi Namakavirus
            - Chi Neptunevirus
            - Chi Nereusvirus
            - Chi Neritesvirus
            - Chi Nerrivikvirus
            - Chi Nilusvirus
            - Chi Nodensvirus
            - Chi Ormenovirus
            - Chi Palaemonvirus
            - Chi Pontusvirus
            - Chi Potamoivirus
            - Chi Ronodorvirus
            - Chi Salacisavirus
            - Chi Scyllavirus
            - Chi Sedonavirus
            - Chi Serangoonvirus
            - Chi Shandvirus
            - Chi Shenzhenivirus
            - Chi Sokavirus
            - Chi Tamkungvirus
            - Chi Tefnutvirus
            - Chi Thaumasvirus
            - Chi Thetisvirus
            - Chi Vellamovirus
            - Chi Yellowseavirus
            - Chi Yushanluvirus
            - Chi Zhoulongquanvirus

          - Họ Madisaviridae
            - Chi Clampvirus

          - Họ Mesyanzhinovviridae
            - Phân họ Bradleyvirinae
              - Chi Abidjanvirus
              - Chi Bosavirus
              - Chi Epaquintavirus
              - Chi Xooduovirus

            - Phân họ Rabinowitzvirinae
              - Chi Vojvodinavirus
              - Chi Yuavirus

            - (-)
              - Chi Keylargovirus

          - Họ Molycolviridae
            - Chi Mollyvirus

          - Họ Naomviridae
            - Chi Noahvirus

          - Họ Orlajensenviridae
            - Phân họ Pelczarvirinae
              - Chi Bonaevitaevirus
              - Chi Efekovirus
              - Chi Paopuvirus

          - Họ Pachyviridae
            - Chi Bacelvirus
            - Chi Baltivirus
            - Chi Gundelvirus

          - Họ Peduoviridae
            - Chi Aptresvirus
            - Chi Aresaunavirus
            - Chi Arsenicumvirus
            - Chi Arsyunavirus
            - Chi Baylorvirus
            - Chi Bielevirus
            - Chi Bracchivirus
            - Chi Canoevirus
            - Chi Catalunyavirus
            - Chi Citexvirus
            - Chi Dagavirus
            - Chi Duodecimduovirus
            - Chi Duonihilunusvirus
            - Chi Eganvirus
            - Chi Elveevirus
            - Chi Entnonagintavirus
            - Chi Evevirus
            - Chi Felsduovirus
            - Chi Finvirus
            - Chi Firavirus
            - Chi Gegavirus
            - Chi Gegevirus
            - Chi Gemsvirus
            - Chi Graikaemvirus
            - Chi Hpunavirus
            - Chi Irrigatiovirus
            - Chi Irtavirus
            - Chi Kapiceevirus
            - Chi Kayeltresvirus
            - Chi Kisquattuordecimvirus
            - Chi Kisquinquevirus
            - Chi Longwoodvirus
            - Chi Maltschvirus
            - Chi Mersinvirus
            - Chi Nampongvirus
            - Chi Novemvirus
            - Chi Peduovirus
            - Chi Phitrevirus
            - Chi Piscesmortuivirus
            - Chi Playavirus
            - Chi Plazymidvirus
            - Chi Quadragintavirus
            - Chi Reginaelenavirus
            - Chi Reipivirus
            - Chi Sanguivirus
            - Chi Senquatrovirus
            - Chi Seongnamvirus
            - Chi Simpcentumvirus
            - Chi Stockinghallvirus
            - Chi Tigrvirus
            - Chi Tresduoquattuorvirus
            - Chi Valbvirus
            - Chi Vimunumvirus
            - Chi Vulnificusvirus
            - Chi Wadgaonvirus
            - Chi Xuanwuvirus
            - Chi Yongunavirus
            - Chi Yulgyerivirus

          - Họ Pervagoviridae
            - Chi Callevirus

          - Họ Pootjesviridae
            - Phân họ Staniewskivirinae
              - Chi Trinifflemingvirus

            - (-)
              - Chi Emnonavirus
              - Chi Heverleevirus
              - Chi Innesvirus
              - Chi Rollinsvirus

          - Họ Pungoviridae
            - Chi Flagovirus

          - Họ Rountreeviridae
            - Phân họ Rakietenvirinae
              - Chi Andhravirus
              - Chi Rosenblumvirus

            - Phân họ Sarlesvirinae
              - Chi Copernicusvirus
              - Chi Minhovirus

            - (-)
              - Chi Fischettivirus
              - Chi Negarvirus

          - Họ Salasmaviridae
            - Phân họ Northropvirinae
              - Chi Claudivirus
              - Chi Hemphillvirus
              - Chi Klosterneubergvirus

            - Phân họ Picovirinae
              - Chi Beecentumtrevirus
              - Chi Salasvirus

            - Phân họ Tatarstanvirinae
              - Chi Gaunavirus
              - Chi Karezivirus

            - (-)
              - Chi Bundooravirus
              - Chi Cepunavirus
              - Chi Harambevirus
              - Chi Huangshavirus
              - Chi Mingyongvirus

          - Họ Saparoviridae
            - Chi Halohivirus
            - Chi Samsavirus

          - Họ Schitoviridae
            - Phân họ Demetervirinae
              - Chi Acanvirus
              - Chi Cyamitesvirus

            - Phân họ Enquatrovirinae
              - Chi Enquatrovirus
              - Chi Gamaleyavirus
              - Chi Kaypoctavirus
              - Chi Moovirus

            - Phân họ Erskinevirinae
              - Chi Johnsonvirus
              - Chi Yonginvirus

            - Phân họ Fuhrmanvirinae
              - Chi Matsuvirus
              - Chi Stoningtonvirus

            - Phân họ Humphriesvirinae
              - Chi Ithacavirus
              - Chi Pollockvirus
              - Chi Pylasvirus

            - Phân họ Migulavirinae
              - Chi Litunavirus
              - Chi Luzseptimavirus

            - Phân họ Pontosvirinae
              - Chi Dorisvirus
              - Chi Galateavirus
              - Chi Nahantvirus

            - Phân họ Rhodovirinae
              - Chi Aoqinvirus
              - Chi Aorunvirus
              - Chi Baltimorevirus
              - Chi Gonggongvirus
              - Chi Plymouthvirus
              - Chi Pomeroyivirus
              - Chi Raunefjordenvirus
              - Chi Sanyabayvirus

            - Phân họ Rothmandenesvirinae
              - Chi Dongdastvirus
              - Chi Inbricusvirus
              - Chi Jwalphavirus
              - Chi Pourcelvirus

            - (-)
              - Chi Cavevirus
              - Chi Cbunavirus
              - Chi Dendoorenvirus
              - Chi Eceepunavirus
              - Chi Efbeekayvirus
              - Chi Electravirus
              - Chi Exceevirus
              - Chi Huelvavirus
              - Chi Littlefixvirus
              - Chi Mukerjeevirus
              - Chi Oliverunavirus
              - Chi Pacinivirus
              - Chi Pariacacavirus
              - Chi Penintadodekavirus
              - Chi Petruschkyvirus
              - Chi Philippevirus
              - Chi Pokkenvirus
              - Chi Presleyvirus
              - Chi Riverridervirus
              - Chi Shizishanvirus
              - Chi Triduovirus
              - Chi Varunavirus
              - Chi Vicoquintavirus
              - Chi Waedenswilvirus
              - Chi Xoxocotlavirus
              - Chi Zicotriavirus
              - Chi Zurivirus

          - Họ Speroviridae
            - Chi Glazvirus

          - Họ Stanwilliamsviridae
            - Phân họ Boydwoodruffvirinae
              - Chi Coruscantvirus
              - Chi Karimacvirus
              - Chi Samistivirus
              - Chi Tomasvirus

            - Phân họ Loccivirinae
              - Chi Annadreamyvirus
              - Chi Faustvirus
              - Chi Gilsonvirus
              - Chi Wakandavirus
              - Chi Wilnyevirus

          - Họ Straboviridae
            - Phân họ Emmerichvirinae
              - Chi Ceceduovirus
              - Chi Ishigurovirus

            - Phân họ Tevenvirinae
              - Chi Dhakavirus
              - Chi Gaprivervirus
              - Chi Gelderlandvirus
              - Chi Jiaodavirus
              - Chi Kagamiyamavirus
              - Chi Kanagawavirus
              - Chi Karamvirus
              - Chi Moonvirus
              - Chi Mosigvirus
              - Chi Mosugukvirus
              - Chi Roskildevirus
              - Chi Tegunavirus
              - Chi Tequatrovirus
              - Chi Winklervirus

            - Phân họ Twarogvirinae
              - Chi Acajnonavirus
              - Chi Hadassahvirus
              - Chi Lasallevirus
              - Chi Lazarusvirus
              - Chi Zedzedvirus

            - (-)
              - Chi Angelvirus
              - Chi Biquartavirus
              - Chi Bragavirus
              - Chi Carettavirus
              - Chi Chrysonvirus
              - Chi Cinqassovirus
              - Chi Gualtarvirus
              - Chi Jiangsuvirus
              - Chi Krischvirus
              - Chi Mylasvirus
              - Chi Nanhuvirus
              - Chi Pseudotevenvirus
              - Chi Schizotequatrovirus
              - Chi Slopekvirus
              - Chi Tulanevirus

          - Họ Suolaviridae
            - Chi Pormufvirus

          - Họ Verdandiviridae
            - Chi Dolusvirus
            - Chi Tonitrusvirus

          - Họ Vertoviridae
            - Chi Chaovirus
            - Chi Myohalovirus

          - Họ Vilmaviridae
            - Phân họ Lclasvirinae
              - Chi Bromdenvirus
              - Chi Bronvirus
              - Chi Faithunavirus
              - Chi Lumosvirus

            - Phân họ Mclasvirinae
              - Chi Bongovirus
              - Chi Reyvirus

            - (-)
              - Chi Kumaovirus
              - Chi Wildcatvirus

          - Họ Winoviridae
            - Chi Peternellavirus
            - Chi Pippivirus

          - Họ Zierdtviridae
            - Phân họ Emilbogenvirinae
              - Chi Foxborovirus
              - Chi Gruunavirus
              - Chi Kablunavirus
              - Chi Pleakleyvirus
              - Chi Skysandvirus
              - Chi Sukkupivirus

            - Phân họ Toshachvirinae
              - Chi Ceetrepovirus
              - Chi Chunghsingvirus

          - Họ Zobellviridae
            - Phân họ Cobavirinae
              - Chi Siovirus
              - Chi Veravirus

            - (-)
              - Chi Citrovirus
              - Chi Icepovirus
              - Chi Melvirus
              - Chi Paundecimvirus
              - Chi Salinovirus
              - Chi Vipivirus

          - (-)
            - Phân họ Andregratiavirinae
              - Chi Haetaevirus
              - Chi Kirovvirus

            - Phân họ Andrewesvirinae
              - Chi Denvervirus
              - Chi Vipetofemvirus

            - Phân họ Arquatrovirinae
              - Chi Arequatrovirus
              - Chi Caelumvirus
              - Chi Camvirus
              - Chi Celiavirus
              - Chi Hautrevirus
              - Chi Janusvirus
              - Chi Likavirus
              - Chi Omarvirus
              - Chi Salutenavirus
              - Chi Sentinelvirus
              - Chi Yosifvirus

            - Phân họ Azeevirinae
              - Chi Galvastonvirus
              - Chi Liebevirus
              - Chi Manhattanvirus
              - Chi Yangvirus

            - Phân họ Azeredovirinae
              - Chi Dubowvirus
              - Chi Phietavirus

            - Phân họ Bclasvirinae
              - Chi Acadianvirus
              - Chi Birdsnestvirus
              - Chi Coopervirus
              - Chi Imvubuvirus
              - Chi Julieunavirus
              - Chi Lilmcdreamyvirus
              - Chi Pegunavirus
              - Chi Pipefishvirus
              - Chi Quesadillavirus
              - Chi Rosebushvirus
              - Chi Saguarovirus
              - Chi Thonkovirus

            - Phân họ Beaumontvirinae
              - Chi Bixiavirus
              - Chi Salvavirus
              - Chi Siaravirus

            - Phân họ Beephvirinae
              - Chi Flowerpowervirus
              - Chi Immanueltrevirus
              - Chi Manuelvirus

            - Phân họ Bronfenbrennervirinae
              - Chi Biseptimavirus
              - Chi Peeveelvirus

            - Phân họ Ceeclamvirinae
              - Chi Bixzunavirus
              - Chi Myrnavirus

            - Phân họ Chebruvirinae
              - Chi Brujitavirus

            - Phân họ Dclasvirinae
              - Chi Hawkeyevirus
              - Chi Plotvirus

            - Phân họ Deejayvirinae
              - Chi Kenoshavirus
              - Chi Secretariatvirus
              - Chi Tanisvirus

            - Phân họ Deeyouvirinae
              - Chi Nevillevirus
              - Chi Octobienvirus

            - Phân họ Dolichocephalovirinae
              - Chi Bertelyvirus
              - Chi Colossusvirus
              - Chi Poindextervirus
              - Chi Shapirovirus

            - Phân họ Eekayvirinae
              - Chi Akonivirus
              - Chi Tinytimothyvirus

            - Phân họ Eucampyvirinae
              - Chi Firehammervirus
              - Chi Fletchervirus

            - Phân họ Gclasvirinae
              - Chi Antsirabevirus
              - Chi Avocadovirus
              - Chi Jolieduovirus
              - Chi Liefievirus
              - Chi Pinnievirus

            - Phân họ Gochnauervirinae
              - Chi Dragolirvirus
              - Chi Harrisonvirus
              - Chi Vegasvirus
              - Chi Wanderervirus

            - Phân họ Gordonclarkvirinae
              - Chi Kuravirus
              - Chi Nieuwekanaalvirus
              - Chi Suseptimavirus

            - Phân họ Gorgonvirinae
              - Chi Aphroditevirus
              - Chi Tidunavirus

            - Phân họ Gracegardnervirinae
              - Chi Avanivirus
              - Chi Cheoctovirus
              - Chi Cornievirus
              - Chi Moomoovirus
              - Chi Squirtyvirus
              - Chi Thetabobvirus

            - Phân họ Guernseyvirinae
              - Chi Cornellvirus
              - Chi Jerseyvirus
              - Chi Kagunavirus

            - Phân họ Gutmannvirinae
              - Chi Carmenvirus
              - Chi Pebcunavirus

            - Phân họ Hendrixvirinae
              - Chi Byrnievirus
              - Chi Cuauhtlivirus
              - Chi Kwaitsingvirus
              - Chi Nochtlivirus
              - Chi Saikungvirus
              - Chi Shamshuipovirus
              - Chi Wanchaivirus
              - Chi Wongtaivirus
              - Chi Yautsimvirus

            - Phân họ Iiscvirinae
              - Chi Aryavirus
              - Chi Jilinvirus

            - Phân họ Joanripponvirinae
              - Chi Natevirus
              - Chi Sophritavirus
              - Chi Tsamsavirus

            - Phân họ Kantovirinae
              - Chi Beograduvirus
              - Chi Tsukubavirus

            - Phân họ Langleyhallvirinae
              - Chi Getalongvirus
              - Chi Horusvirus
              - Chi Phistoryvirus

            - Phân họ Mccleskeyvirinae
              - Chi Limdunavirus
              - Chi Unaquatrovirus

            - Phân họ Nclasvirinae
              - Chi Charlievirus

            - Phân họ Nymbaxtervirinae
              - Chi Baxterfoxvirus
              - Chi Nymphadoravirus

            - Phân họ Ounavirinae
              - Chi Felixounavirus
              - Chi Kolesnikvirus
              - Chi Mooglevirus
              - Chi Suspvirus

            - Phân họ Pclasvirinae
              - Chi Bignuzvirus
              - Chi Fishburnevirus
              - Chi Phayoncevirus
              - Chi Purkyvirus
              - Chi Tortellinivirus
              - Chi Xaviavirus

            - Phân họ Queuovirinae
              - Chi Amoyvirus
              - Chi Nipunavirus
              - Chi Nonagvirus
              - Chi Seuratvirus

            - Phân họ Ruthgordonvirinae
              - Chi Catfishvirus
              - Chi Dardanusvirus
              - Chi Gesputvirus
              - Chi Schmidtvirus
              - Chi Tinalinvirus
              - Chi Vendettavirus

            - Phân họ Sejongvirinae
              - Chi Basiliskvirus
              - Chi Yihwangvirus

            - Phân họ Sephvirinae
              - Chi Diegovirus
              - Chi Oslovirus
              - Chi Traversvirus

            - Phân họ Skryabinvirinae
              - Chi Bembunaquatrovirus
              - Chi Pushchinovirus

            - Phân họ Stephantirmvirinae
              - Chi Justusliebigvirus
              - Chi Phapecoctavirus

            - Phân họ Trabyvirinae
              - Chi Jelitavirus
              - Chi Slepowronvirus

            - Phân họ Tybeckvirinae
              - Chi Douglaswolinvirus
              - Chi Lenusvirus
              - Chi Lidleunavirus
              - Chi Maenadvirus

            - Phân họ Vequintavirinae
              - Chi Avunavirus
              - Chi Certrevirus
              - Chi Henunavirus
              - Chi Mydovirus
              - Chi Seunavirus
              - Chi Vequintavirus

            - Phân họ Weiservirinae
              - Chi Amginevirus
              - Chi Aminayvirus
              - Chi Anayavirus
              - Chi Fionnbharthvirus
              - Chi Keshuvirus
              - Chi Kratiovirus
              - Chi Timquatrovirus
              - Chi Unicornvirus

            - (-)
              - Chi Abaiavirus
              - Chi Abbeymikolonvirus
              - Chi Abouovirus
              - Chi Adaiavirus
              - Chi Agmunavirus
              - Chi Agricanvirus
              - Chi Aguilavirus
              - Chi Akiravirus
              - Chi Alachuavirus
              - Chi Alcyoneusvirus
              - Chi Alegriavirus
              - Chi Alexandravirus
              - Chi Amigovirus
              - Chi Anamdongvirus
              - Chi Anatolevirus
              - Chi Andrewvirus
              - Chi Andromedavirus
              - Chi Anjalivirus
              - Chi Anthonyvirus
              - Chi Aokuangvirus
              - Chi Appavirus
              - Chi Apricotvirus
              - Chi Arawnvirus
              - Chi Archimedesvirus
              - Chi Armstrongvirus
              - Chi Arvduovirus
              - Chi Ashduovirus
              - Chi Asteriusvirus
              - Chi Astrithrvirus
              - Chi Atraxavirus
              - Chi Attisvirus
              - Chi Attoomivirus
              - Chi Audreyjarvisvirus
              - Chi Aurunvirus
              - Chi Austintatiousvirus
              - Chi Axeltriavirus
              - Chi Ayohtrevirus
              - Chi Blackyardiganvirus
              - Chi Badaztecvirus
              - Chi Baikalvirus
              - Chi Baileybluvirus
              - Chi Bakolyvirus
              - Chi Bantamvirus
              - Chi Barbavirus
              - Chi Barnyardvirus
              - Chi Bcepfunavirus
              - Chi Bcepmuvirus
              - Chi Beceayunavirus
              - Chi Becedseptimavirus
              - Chi Beenievirus
              - Chi Beetrevirus
              - Chi Behunavirus
              - Chi Bendigovirus
              - Chi Benedictvirus
              - Chi Bernalvirus
              - Chi Betterkatzvirus
              - Chi Bievrevirus
              - Chi Bigmanorsvirus
              - Chi Bingvirus
              - Chi Bippervirus
              - Chi Bjornvirus
              - Chi Bocovirus
              - Chi Borockvirus
              - Chi Bowservirus
              - Chi Branisovskavirus
              - Chi Bridgettevirus
              - Chi Brigitvirus
              - Chi Britbratvirus
              - Chi Brunovirus
              - Chi Bruynoghevirus
              - Chi Buchananvirus
              - Chi Burrovirus
              - Chi Busanvirus
              - Chi Caminolopintovirus
              - Chi Camtrevirus
              - Chi Cantarevirus
              - Chi Capnelvirus
              - Chi Carnodivirus
              - Chi Carpasinavirus
              - Chi Carvajevirus
              - Chi Casadabanvirus
              - Chi Cbastvirus
              - Chi Cecivirus
              - Chi Cedarrivervirus
              - Chi Ceduovirus
              - Chi Cequinquevirus
              - Chi Certevirus
              - Chi Chakrabartyvirus
              - Chi Chaoshanvirus
              - Chi Chenonavirus
              - Chi Chertseyvirus
              - Chi Chiangmaivirus
              - Chi Chidieberevirus
              - Chi Chopinvirus
              - Chi Cimandefvirus
              - Chi Cimpunavirus
              - Chi Cinunavirus
              - Chi Clawzvirus
              - Chi Clownvirus
              - Chi Coatlandelriovirus
              - Chi Cobrasixvirus
              - Chi Coetzeevirus
              - Chi Coeurvirus
              - Chi Colneyvirus
              - Chi Colunavirus
              - Chi Coralvirus
              - Chi Corndogvirus
              - Chi Coventryvirus
              - Chi Craquatrovirus
              - Chi Cronusvirus
              - Chi Cukevirus
              - Chi Daredevilvirus
              - Chi Decurrovirus
              - Chi Delepquintavirus
              - Chi Delislevirus
              - Chi Demosthenesvirus
              - Chi Denisevirus
              - Chi Derbicusvirus
              - Chi Deseoctovirus
              - Chi Detrevirus
              - Chi Deurplevirus
              - Chi Dexdertvirus
              - Chi Dhillonvirus
              - Chi Dibbivirus
              - Chi Dinavirus
              - Chi Dismasvirus
              - Chi Donellivirus
              - Chi Doucettevirus
              - Chi Dubuvirus
              - Chi Dybvigvirus
              - Chi Eagleeyevirus
              - Chi Edenvirus
              - Chi Efquatrovirus
              - Chi Eiauvirus
              - Chi Eisenstarkvirus
              - Chi Elemovirus
              - Chi Elerivirus
              - Chi Elmenteitavirus
              - Chi Elvirus
              - Chi Emalynvirus
              - Chi Emdodecavirus
              - Chi Emperorvirus
              - Chi Eneladusvirus
              - Chi Enfavirus
              - Chi Enhodamvirus
              - Chi Eowynvirus
              - Chi Eponavirus
              - Chi Ericdabvirus
              - Chi Erskinevirus
              - Chi Eurybiavirus
              - Chi Eyrevirus
              - Chi Fairfaxidumvirus
              - Chi Fajavirus
              - Chi Farahnazvirus
              - Chi Fattrevirus
              - Chi Feofaniavirus
              - Chi Fernvirus
              - Chi Ferozepurvirus
              - Chi Fibralongavirus
              - Chi Ficleduovirus
              - Chi Finchvirus
              - Chi Fipvunavirus
              - Chi Firingavirus
              - Chi Flaumdravirus
              - Chi Forzavirus
              - Chi Fowlmouthvirus
              - Chi Foxquatrovirus
              - Chi Foxunavirus
              - Chi Franklinbayvirus
              - Chi Fremauxvirus
              - Chi Fromanvirus
              - Chi Fukuivirus
              - Chi Gaiavirus
              - Chi Galaxyvirus
              - Chi Galunavirus
              - Chi Gamtrevirus
              - Chi Gervaisevirus
              - Chi Getseptimavirus
              - Chi Ghobesvirus
              - Chi Gilesvirus
              - Chi Gillianvirus
              - Chi Gimaduovirus
              - Chi Gladiatorvirus
              - Chi Glaedevirus
              - Chi Godonkavirus
              - Chi Gofduovirus
              - Chi Goodmanvirus
              - Chi Gordonvirus
              - Chi Gordtnkvirus
              - Chi Gorganvirus
              - Chi Gorjumvirus
              - Chi Goslarvirus
              - Chi Grutrevirus
              - Chi Gustavvirus
              - Chi Halcyonevirus
              - Chi Hapunavirus
              - Chi Harrisonburgvirus
              - Chi Hattifnattvirus
              - Chi Hedwigvirus
              - Chi Heilongjiangvirus
              - Chi Helsingorvirus
              - Chi Hestiavirus
              - Chi Hiroshimavirus
              - Chi Hiyaavirus
              - Chi Hnatkovirus
              - Chi Hollowayvirus
              - Chi Holosalinivirus
              - Chi Homburgvirus
              - Chi Howevirus
              - Chi Hubeivirus
              - Chi Hungariovirus
              - Chi Iaduovirus
              - Chi Iapetusvirus
              - Chi Iggyvirus
              - Chi Ikedavirus
              - Chi Ilzatvirus
              - Chi Immutovirus
              - Chi Incheonvirus
              - Chi Indlulamithivirus
              - Chi Inhavirus
              - Chi Iodovirus
              - Chi Ionavirus
              - Chi Isoldevirus
              - Chi Ittyvirus
              - Chi Jacevirus
              - Chi Jarrellvirus
              - Chi Jasminevirus
              - Chi Jedunavirus
              - Chi Jenstvirus
              - Chi Jimmervirus
              - Chi Jouyvirus
              - Chi Juiceboxvirus
              - Chi Jujuvirus
              - Chi Junavirus
              - Chi Kafunavirus
              - Chi Kairosalinivirus
              - Chi Kamchatkavirus
              - Chi Kelleziovirus
              - Chi Kelquatrovirus
              - Chi Kenyattavirus
              - Chi Kilunavirus
              - Chi Kimonavirus
              - Chi Klausavirus
              - Chi Kleczkowskavirus
              - Chi Klementvirus
              - Chi Knuthellervirus
              - Chi Kochitakasuvirus
              - Chi Kojivirus
              - Chi Konstantinevirus
              - Chi Korravirus
              - Chi Kostyavirus
              - Chi Kozyakovvirus
              - Chi Krampusvirus
              - Chi Kroosvirus
              - Chi Krylovvirus
              - Chi Kryptosalinivirus
              - Chi Kuleanavirus
              - Chi Kumottavirus
              - Chi Kungbxnavirus
              - Chi Kunmingvirus
              - Chi Kylevirus
              - Chi Lacnuvirus
              - Chi Lacusarxvirus
              - Chi Lafunavirus
              - Chi Lagaffevirus
              - Chi Lahexavirus
              - Chi Lambdavirus
              - Chi Lambovirus
              - Chi Lanavirus
              - Chi Larmunavirus
              - Chi Laroyevirus
              - Chi Lastavirus
              - Chi Latrobevirus
              - Chi Lederbergvirus
              - Chi Leicestervirus
              - Chi Lentavirus
              - Chi Leonardvirus
              - Chi Lessievirus
              - Chi Lietduovirus
              - Chi Lightbulbvirus
              - Chi Lilbeanievirus
              - Chi Lillamyvirus
              - Chi Lilyvirus
              - Chi Llyrvirus
              - Chi Lokivirus
              - Chi Lomovskayavirus
              - Chi Loughboroughvirus
              - Chi Lubbockvirus
              - Chi Luchadorvirus
              - Chi Luckybarnesvirus
              - Chi Luckytenvirus
              - Chi Ludhianavirus
              - Chi Lughvirus
              - Chi Lwoffvirus
              - Chi Maaswegvirus
              - Chi Macdonaldcampvirus
              - Chi Machinavirus
              - Chi Magadivirus
              - Chi Magiavirus
              - Chi Majavirus
              - Chi Manovirus
              - Chi Mapvirus
              - Chi Mardecavirus
              - Chi Mareflavirus
              - Chi Marfavirus
              - Chi Marienburgvirus
              - Chi Marthavirus
              - Chi Marvinvirus
              - Chi Maxrubnervirus
              - Chi Mcgonagallvirus
              - Chi Meadowvirus
              - Chi Mementomorivirus
              - Chi Menderavirus
              - Chi Metamorphoovirus
              - Chi Metrivirus
              - Chi Miamivirus
              - Chi Micavirus
              - Chi Microwolfvirus
              - Chi Midgardsormrvirus
              - Chi Mieseafarmvirus
              - Chi Miltoncavirus
              - Chi Mimasvirus
              - Chi Minunavirus
              - Chi Moabitevirus
              - Chi Mohonavirus
              - Chi Mollymurvirus
              - Chi Montyvirus
              - Chi Moturavirus
              - Chi Mudcatvirus
              - Chi Mufasoctovirus
              - Chi Muldoonvirus
              - Chi Muminvirus
              - Chi Murrayvirus
              - Chi Mushuvirus
              - Chi Muvirus
              - Chi Mycoabscvirus
              - Chi Myoalterovirus
              - Chi Myosmarvirus
              - Chi Myradeevirus
              - Chi Myxoctovirus
              - Chi Naesvirus
              - Chi Namazuvirus
              - Chi Nanhaivirus
              - Chi Nankokuvirus
              - Chi Neferthenavirus
              - Chi Nesevirus
              - Chi Nevevirus
              - Chi Nickievirus
              - Chi Nimduovirus
              - Chi Nonanavirus
              - Chi Northamptonvirus
              - Chi Noxifervirus
              - Chi Nyceiraevirus
              - Chi Nylescharonvirus
              - Chi Obolenskvirus
              - Chi Oengusvirus
              - Chi Omegavirus
              - Chi Oneupvirus
              - Chi Onyinyevirus
              - Chi Orchidvirus
              - Chi Oshimavirus
              - Chi Otagovirus
              - Chi Paclarkvirus
              - Chi Pagevirus
              - Chi Pahexavirus
              - Chi Pakpunavirus
              - Chi Pamexvirus
              - Chi Pankowvirus
              - Chi Papyrusvirus
              - Chi Parlovirus
              - Chi Patiencevirus
              - Chi Pavtokvirus
              - Chi Pawinskivirus
              - Chi Pbunavirus
              - Chi Peatvirus
              - Chi Pemunavirus
              - Chi Pepyhexavirus
              - Chi Perisivirus
              - Chi Persistencevirus
              - Chi Petsuvirus
              - Chi Phabiovirus
              - Chi Phabquatrovirus
              - Chi Pharaohvirus
              - Chi Phifelvirus
              - Chi Phikzvirus
              - Chi Phleivirus
              - Chi Phrappucinovirus
              - Chi Picardvirus
              - Chi Pikminvirus
              - Chi Piorkowskivirus
              - Chi Plaisancevirus
              - Chi Plateaulakevirus
              - Chi Pleeduovirus
              - Chi Pleetrevirus
              - Chi Polybotosvirus
              - Chi Ponsvirus
              - Chi Popoffvirus
              - Chi Poushouvirus
              - Chi Powerballvirus
              - Chi Predatorvirus
              - Chi Psavirus
              - Chi Pukovnikvirus
              - Chi Pulverervirus
              - Chi Punavirus
              - Chi Puppervirus
              - Chi Purivirus
              - Chi Qingdaovirus
              - Chi Questintvirus
              - Chi Quhwahvirus
              - Chi Quivirus
              - Chi Radostvirus
              - Chi Rahariannevirus
              - Chi Raleighvirus
              - Chi Rauchvirus
              - Chi Ravarandavirus
              - Chi Ravinvirus
              - Chi Refugevirus
              - Chi Rerduovirus
              - Chi Richievirus
              - Chi Rigallicvirus
              - Chi Rimavirus
              - Chi Ripduovirus
              - Chi Risingsunvirus
              - Chi Rivsvirus
              - Chi Rockefellervirus
              - Chi Rockvillevirus
              - Chi Rogerhendrixvirus
              - Chi Ronaldovirus
              - Chi Rosariovirus
              - Chi Rosemountvirus
              - Chi Roslyckyvirus
              - Chi Roufvirus
              - Chi Rowavirus
              - Chi Ruthyvirus
              - Chi Ryyoungvirus
              - Chi Saclayvirus
              - Chi Sagamiharavirus
              - Chi Saintgironsvirus
              - Chi Salmondvirus
              - Chi Saltrevirus
              - Chi Samunavirus
              - Chi Samwavirus
              - Chi Sandinevirus
              - Chi Sansavirus
              - Chi Santafevirus
              - Chi Saphexavirus
              - Chi Sargevirus
              - Chi Sarumanvirus
              - Chi Sasdunavirus
              - Chi Sashavirus
              - Chi Sasquatchvirus
              - Chi Sasvirus
              - Chi Saundersvirus
              - Chi Sawaravirus
              - Chi Scappvirus
              - Chi Scapunavirus
              - Chi Schmidvirus
              - Chi Schmittlotzvirus
              - Chi Schnabeltiervirus
              - Chi Schubertvirus
              - Chi Seahorsevirus
              - Chi Seamegvirus
              - Chi Segzyvirus
              - Chi Sendosyvirus
              - Chi Seongbukvirus
              - Chi Seoulvirus
              - Chi Septimatrevirus
              - Chi Serwervirus
              - Chi Seussvirus
              - Chi Sextaecvirus
              - Chi Sfunavirus
              - Chi Shandongvirus
              - Chi Sheenvirus
              - Chi Sherbrookevirus
              - Chi Shirahamavirus
              - Chi Shoyavirus
              - Chi Shuimuvirus
              - Chi Siatvirus
              - Chi Sidiousvirus
              - Chi Siftrevirus
              - Chi Silentrexvirus
              - Chi Sixamavirus
              - Chi Skarprettervirus
              - Chi Skatevirus
              - Chi Skogvirus
              - Chi Skulduggeryvirus
              - Chi Skunavirus
              - Chi Slashvirus
              - Chi Sleepyheadvirus
              - Chi Smoothievirus
              - Chi Snuvirus
              - Chi Sonalivirus
              - Chi Sortsnevirus
              - Chi Soupsvirus
              - Chi Sourvirus
              - Chi Sozzivirus
              - Chi Sparkyvirus
              - Chi Spbetavirus
              - Chi Spizizenvirus
              - Chi Squashvirus
              - Chi Stanholtvirus
              - Chi Steinhofvirus
              - Chi Stonewallvirus
              - Chi Stormageddonvirus
              - Chi Sukhumvitvirus
              - Chi Svunavirus
              - Chi Swiduovirus
              - Chi Syrbvirus
              - Chi Tabernariusvirus
              - Chi Takahashivirus
              - Chi Tandoganvirus
              - Chi Tankvirus
              - Chi Tantvirus
              - Chi Taranisvirus
              - Chi Tepukevirus
              - Chi Terapinvirus
              - Chi Teubervirus
              - Chi Thornevirus
              - Chi Tieomvirus
              - Chi Tigunavirus
              - Chi Tijeunavirus
              - Chi Timshelvirus
              - Chi Tinduovirus
              - Chi Titanvirus
              - Chi Toutatisvirus
              - Chi Triavirus
              - Chi Trigintaduovirus
              - Chi Trinavirus
              - Chi Trinevirus
              - Chi Triplejayvirus
              - Chi Turbidovirus
              - Chi Typhavirus
              - Chi Uetakevirus
              - Chi Uwajimavirus
              - Chi Vashvirus
              - Chi Vedamuthuvirus
              - Chi Veewebvirus
              - Chi Veracruzvirus
              - Chi Vhmlvirus
              - Chi Vhulanivirus
              - Chi Vibakivirus
              - Chi Vicosavirus
              - Chi Vidquintavirus
              - Chi Vieuvirus
              - Chi Vividuovirus
              - Chi Waukeshavirus
              - Chi Wbetavirus
              - Chi Weaselvirus
              - Chi Wellingtonvirus
              - Chi Whackvirus
              - Chi Whiteheadvirus
              - Chi Wifcevirus
              - Chi Wizardvirus
              - Chi Woesvirus
              - Chi Wollypogvirus
              - Chi Wolominvirus
              - Chi Woodruffvirus
              - Chi Wumpquatrovirus
              - Chi Wumptrevirus
              - Chi Xiamenvirus
              - Chi Xipdecavirus
              - Chi Xuquatrovirus
              - Chi Yanchengvirus
              - Chi Yeceytrevirus
              - Chi Yokomavirus
              - Chi Yoloswagvirus
              - Chi Yongloolinvirus
              - Chi Yvonnevirus
              - Chi Zetavirus
              - Chi Zhangjivirus
              - Chi Zhangqianvirus
              - Chi Zitchvirus
              - Chi Zukovirus

### Monodnaviria
- Vực Monodnaviria
  - Giới Loebvirae
    - Ngành Hofneiviricota
      - Lớp Faserviricetes
        - Bộ Tubulavirales
          - Họ Inoviridae
            - Chi Affertcholeramvirus
            - Chi Capistrivirus
            - Chi Coriovirus
            - Chi Fibrovirus
            - Chi Habenivirus
            - Chi Infulavirus
            - Chi Inovirus
            - Chi Lineavirus
            - Chi Lophivirus
            - Chi Parhipatevirus
            - Chi Porrectionivirus
            - Chi Primolicivirus
            - Chi Psecadovirus
            - Chi Restivirus
            - Chi Saetivirus
            - Chi Scuticavirus
            - Chi Siphunculivirus
            - Chi Staminivirus
            - Chi Subteminivirus
            - Chi Tertilicivirus
            - Chi Vasivirus
            - Chi Versovirus
            - Chi Vicialiavirus
            - Chi Villovirus
            - Chi Xylivirus

          - Họ Paulinoviridae
            - Chi Bifilivirus
            - Chi Thomixvirus

          - Họ Plectroviridae
            - Chi Plectrovirus
            - Chi Suturavirus
            - Chi Vespertiliovirus
            - Chi Virgulavirus

  - Giới Sangervirae
    - Ngành Phixviricota
      - Lớp Malgrandaviricetes
        - Bộ Petitvirales
          - Họ Microviridae
            - Phân họ Bullavirinae
              - Chi Alphatrevirus
              - Chi Gequatrovirus
              - Chi Sinsheimervirus

            - Phân họ Gokushovirinae
              - Chi Bdellomicrovirus
              - Chi Chlamydiamicrovirus
              - Chi Enterogokushovirus
              - Chi Spiromicrovirus

  - Giới Shotokuvirae
    - Ngành Cossaviricota
      - Lớp Mouviricetes
        - Bộ Polivirales
          - Họ Bidnaviridae
            - Chi Bidensovirus

      - Lớp Papovaviricetes
        - Bộ Sepolyvirales
          - Họ Polyomaviridae
            - Chi Alphapolyomavirus
            - Chi Betapolyomavirus
            - Chi Deltapolyomavirus
            - Chi Epsilonpolyomavirus
            - Chi Etapolyomavirus
            - Chi Gammapolyomavirus
            - Chi Thetapolyomavirus
            - Chi Zetapolyomavirus

        - Bộ Zurhausenvirales
          - Họ Papillomavirodae
            - Phân họ Firstpapillomavirinae
              - Chi Alphapapillomavirus
              - Chi Betapapillomavirus
              - Chi Chipapillomavirus
              - Chi Deltapapillomavirus
              - Chi Dyochipapillomavirus
              - Chi Dyodeltapapillomavirus
              - Chi Dyoepsilonpapillomavirus
              - Chi Dyoetapapillomavirus
              - Chi Dyoiotapapillomavirus
              - Chi Dyokappapapillomavirus
              - Chi Dyolambdapapillomavirus
              - Chi Dyoupapillomavirus
              - Chi Dyonupapillomavirus
              - Chi Dyoomegapapillomavirus
              - Chi Dyoomikronpapillomavirus
              - Chi Dyophipapillomavirus
              - Chi Dyopipapillomavirus
              - Chi Dyopsipapillomavirus
              - Chi Dyorhopapillomavirus
              - Chi Dyosigmapapillomavirus
              - Chi Dyotaupapillomavirus
              - Chi Dyothetapapillomavirus
              - Chi Dyoupsilonpapillomavirus
              - Chi Dyoxipapillomavirus
              - Chi Dyozetapapillomavirus
              - Chi Epsilonpapillomavirus
              - Chi Etapapillomavirus
              - Chi Gammapapillomavirus
              - Chi Iotapapillomavirus
              - Chi Kappapapillomavirus
              - Chi Lambdapapillomavirus
              - Chi Mupapillomavirus
              - Chi Nupapillomavirus
              - Chi Omegapapillomavirus
              - Chi Omikronpapillomavirus
              - Chi Phipapillomavirus
              - Chi Pipapillomavirus
              - Chi Psipapillomavirus
              - Chi Rhopapillomavirus
              - Chi Sigmapapillomavirus
              - Chi Taupapillomavirus
              - Chi Thetapapillomavirus
              - Chi Treisdeltapapillomavirus
              - Chi Treisepsilonpapillomavirus
              - Chi Treisetapapillomavirus
              - Chi Treisiotapapillomavirus
              - Chi Treiskappapapillomavirus
              - Chi Treisthetapapillomavirus
              - Chi Treiszetapapillomavirus
              - Chi Upsilonpapillomavirus
              - Chi Xipapillomavirus
              - Chi Zetapapillomavirus

            - Phân họ Secondpapillomavirinae
              - Chi Alefpapillomavirus

      - Lớp Quintovirictes
        - Bộ Piccovirales
          - Họ Parvoviridae
            - Phân họ Densovirinae
              - Chi Aquambidensovirus
              - Chi Blattambidensovirus
              - Chi Diciambidensovirus
              - Chi Hemiambidensovirus
              - Chi Iteradensovirus
              - Chi Miniambidensovirus
              - Chi Muscodensovirus
              - Chi Pefuambidensovirus
              - Chi Protoambidensovirus
              - Chi Scindoambidensovirus
              - Chi Tetuambidensovirus

            - Phân họ Hamaparvovirinae
              - Chi Brevihamaparvovirus
              - Chi Chaphamaparvovirus
              - Chi Hepanhamaparvovirus
              - Chi Ichtchaphamaparvovirus
              - Chi Penstylhamaparvovirus

            - Phân họ Parvovirinae
              - Chi Amdoparvovirus
              - Chi Artiparvovirus
              - Chi Aveparvovirus
              - Chi Bocaparvovirus
              - Chi Copiparvovirus
              - Chi Dependoparvovirus
              - Chi Erythroparvovirus
              - Chi Loriparvovirus
              - Chi Protoparvovirus
              - Chi Sandeparvovirus
              - Chi Tetraparvovirus

    - Ngành Cressdnaviricota
      - Lớp Arfiviricetes
        - Bộ Baphyvirales
          - Họ Bacilladnaviridae
            - Chi Aberdnavirus
            - Chi Diatodnavirus
            - Chi Keisodnavirus
            - Chi Kieseladnavirus
            - Chi Protobacilladnavirus
            - Chi Puahadnavirus
            - Chi Seawadnavirus

        - Bộ Cirlivirales
          - Họ Circoviridae
            - Chi Circovirus
            - Chi Cyclovirus

          - Họ Vilyaviridae
            - Chi Andurilvirus
            - Chi Angristvirus
            - Chi Aranruthvirus
            - Chi Arnorvirus
            - Chi Glamdringvirus
            - Chi Grondvirus
            - Chi Herugrimvirus
            - Chi Illuinvirus
            - Chi Ormalvirus
            - Chi Palantirivirus
            - Chi Ringilvirus
            - Chi Vingilotevirus

        - Bộ Cremevirales
          - Họ Smacoviridae
            - Chi Babosmacovirus
            - Chi Bonzesmacovirus
            - Chi Bostasmacovirus
            - Chi Bovismacovirus
            - Chi Cosmacovirus
            - Chi Dragsmacovirus
            - Chi Drosmacovirus
            - Chi Felismacovirus
            - Chi Huchismacovirus
            - Chi Inpeasmacovirus
            - Chi Porprismacovirus
            - Chi Simismacovirus

        - Bộ Mulpavirales
          - Họ Amesuviridae
            - Chi Temfrudevirus
            - Chi Yermavirus

          - Họ Metaxyviridae
            - Chi Cofodevirus

          - Họ Nanoviridae
            - Chi Babuvirus
            - Chi Nanovirus

        - Bộ Recrevirales
          - Họ Redondoviridae
            - Chi Torbevirus

        - Bộ Revendellvirales
          - Họ Naryaviridae
            - Chi Menegrothvirus
            - Chi Nauglamvirus
            - Chi Nimphelosvirus
            - Chi Phialvirus

        - Bộ Rohanvirales
          - Họ Nenyaviridae
            - Chi Angainorvirus
            - Chi Galvornvirus
            - Chi Mazarbulvirus
            - Chi Mithrilvirus
            - Chi Valinorvirus

      - Lớp Repensiviricetes
        - Bộ Geplafuvirales
          - Họ Geminiviridae
            - Chi Becurtovirus
            - Chi Begomovirus
            - Chi Capulavirus
            - Chi Citlodavirus
            - Chi Curtovirus
            - Chi Eragrovirus
            - Chi Grablovirus
            - Chi Maldovirus
            - Chi Mastrevirus
            - Chi Mulcrilevirus
            - Chi Opunvirus
            - Chi Topilevirus
            - Chi Topocuvirus
            - Chi Turncurtovirus

          - Họ Genomoviridae
            - Chi Gemycircularvirus
            - Chi Gemyduguivirus
            - Chi Gemygorvirus
            - Chi Gemykibivirus
            - Chi Gemykolovirus
            - Chi Gemykrogvirus
            - Chi Gemykroznavirus
            - Chi Gemytondvirus
            - Chi Gemytripvirus
            - Chi Gemyvongvirus

  - Giới Trapavirae
    - Ngành Saleviricota
      - Lớp Huolimaviricetes
        - Bộ Haloruvirales
          - Họ Pleolipoviridae
            - Chi Alphapleolipovirus
            - Chi Betapleolipovirus
            - Chi Gammapleolipovirus

### Riboviria
- Vực Riboviria
  - Giới Orthornavirae
    - Ngành Duplornaviricota
      - Lớp Chrymotiviricetes
        - Bộ Ghabrivirales
          - Họ Alternaviridae
            - Chi Alternavirus

          - Họ Chrysoviridae
            - Chi Alphachrysovirus
            - Chi Betachrysovirus

          - Họ Megabirnaviridae
            - Chi Megabirnavirus

          - Họ Quadriviridae
            - Chi Quadrivirus

          - Họ Totiviridae
            - Chi Giardiavirus
            - Chi Leishmaniavirus
            - Chi Totivirus
            - Chi Trichomonasvirus
            - Chi Victorivirus

      - Lớp Resentoviricetes
        - Bộ Reovirales
          - Họ Sedoreovidirae
            - Chi Cardoreovirus
            - Chi Mimoreovirus
            - Chi Orbireovirus
            - Chi Phytoreovirus
            - Chi Rotavirus
            - Chi Seadornavirus

          - Họ Spinareovidirae
            - Chi Aquareovirus
            - Chi Coltivirus
            - Chi Cypovirus
            - Chi Dinovernavirus
            - Chi Fijivirus
            - Chi Idnoreovirus
            - Chi Mycoreovirus
            - Chi Orthoreovirus
            - Chi Oryzavirus

      - Lớp Vidaverviricetes
        - Bộ Mindivirales
          - Họ Cystoviridae
            - Chi Cystovirus

    - Ngành Kitrinoviricota
      - Lớp Alsuviricetes
        - Bộ Hepelivirales
          - Họ Alphatetraviridae
            - Chi Betatetravirus
            - Chi Omegatetravirus

          - Họ Benyviridae
            - Chi Benyvirus

          - Họ Hepeviridae
            - Phân họ Orthohepevirinae
              - Chi Avihepevirus
              - Chi Chirohepevirus
              - Chi Paslahepevirus
              - Chi Rocahepevirus

            - Phân họ Parahepevirinae
              - Chi Piscihepevirus

          - Họ Matonaviridae
            - Chi Rubivirus

        - Bộ Martellivirales
          - Họ Bromoviridae
            - Chi Alfamovirus
            - Chi Anulavirus
            - Chi Bromovirus
            - Chi Cucumovirus
            - Chi Ilarvirus
            - Chi Oleavirus

          - Họ Closteroviridae
            - Chi Ampelovirus
            - Chi Bluvavirus
            - Chi Closterovirus
            - Chi Crinivirus
            - Chi Menthavirus
            - Chi Olivavirus
            - Chi Velarvirus

          - Họ Endornaviridae
            - Chi Alphaendornavirus
            - Chi Betaendornavirus

          - Họ Kitaviridae
            - Chi Blunervirus
            - Chi Cilevirus
            - Chi Higrevirus

          - Họ Mayoviridae
            - Chi Idaeovirus
            - Chi Pteridovirus

          - Họ Togaviridae
            - Chi Alphavirus

          - Họ Virgaviridae
            - Chi Furovirus
            - Chi Goravirus
            - Chi Hordeivirus
            - Chi Pecluvirus
            - Chi Pomovirus
            - Chi Tobamovirus
            - Chi Tobravirus

        - Bộ Tymovirales
          - Họ Alphaflexiviridae
            - Chi Allexivirus
            - Chi Botrexvirus
            - Chi Lolavirus
            - Chi Platypuvirus
            - Chi Potexvirus
            - Chi Sclerodarnavirus

          - Họ Betaflexiviridae
            - Phân họ Quinvirinae
              - Chi Banmivirus
              - Chi Carlavirus
              - Chi Foveavirus
              - Chi Robigovirus
              - Chi Sustrivirus

            - Phân họ Trivirinae
              - Chi Capillovirus
              - Chi Chordovirus
              - Chi Citrivirus
              - Chi Divavirus
              - Chi Prunevirus
              - Chi Ravavirus
              - Chi Tepovirus
              - Chi Trichovirus
              - Chi Vitivirus
              - Chi Wamavirus

          - Họ Deltaflexiviridae
            - Chi Deltaflexivirus

          - Họ Gammaflexiviridae
            - Chi Gammaflexivirus
            - Chi Mycoflexivirus
            - Chi Xylavirus

          - Họ Tymoviridae
            - Chi Maculavirus
            - Chi Maravirus
            - Chi Tymovirus

      - Lớp Flasuviricetes
        - Bộ Amarillovirales
          - Họ Flaviviridae
            - Chi Hepacivirus
            - Chi Orthoflavivirus
            - Chi Pegivirus
            - Chi Pestivirus

      - Lớp Magsaviricetes
        - Bộ Nodamuvirales
          - Họ Nodaviridae
            - Chi Alphanodavirus
            - Chi Betanodavirus

          - Họ Sinhaliviridae
            - Chi Sinaivirus

      - Lớp Tolucaviricetes
        - Bộ Tolivirales
          - Họ Carmotetraviridae
            - Chi Alphacarmotetravirus

          - Họ Tombusviridae
            - Phân họ Calvusvirinae
              - Chi Umbravirus

            - Phân họ Procedovirinae
              - Chi Alphacarmovirus
              - Chi Alphanecrovirus
              - Chi Aureusvirus
              - Chi Avenavirus
              - Chi Betacarmovirus
              - Chi Betanecrovirus
              - Chi Gallantivirus
              - Chi Gammacarmovirus
              - Chi Macanavirus
              - Chi Machlomovirus
              - Chi Panicovirus
              - Chi Pelarspovirus
              - Chi Tombusvirus
              - Chi Tralespevirus
              - Chi Zeavirus

            - Phân họ Regressovirinae
              - Chi Dianthovirus
              - Chi Luteovirus

    - Ngành Lenarviricota
      - Lớp Amabiliviricetes
        - Bộ Wolframvirales
          - Họ Narnaviridae
            - Chi Narnavirus

      - Lớp Howeltoviricetes
        - Bộ Cryppavirales
          - Họ Mitoviridae
            - Chi Duamitovirus
            - Chi Kvaramitovirus
            - Chi Triamitovirus
            - Chi Unuamitovirus

      - Lớp Leviviricetes
        - Bộ Norzivirales
          - Họ Atkinsviridae
            - Chi Andhevirus
            - Chi Apihcavirus
            - Chi Arihsbuvirus
            - Chi Bahdevuvirus
            - Chi Bilifuvirus
            - Chi Blinduvirus
            - Chi Cahtebovirus
            - Chi Chinihovirus
            - Chi Chounavirus
            - Chi Cihsnivirus
            - Chi Diydovirus
            - Chi Dugnivirus
            - Chi Firunevirus
            - Chi Gohshovirus
            - Chi Hehspivirus
            - Chi Helacdivirus
            - Chi Hirvovirus
            - Chi Huhmpluvirus
            - Chi Huleruivirus
            - Chi Hysdruvirus
            - Chi Ichonovirus
            - Chi Ipivevirus
            - Chi Isoihlovirus
            - Chi Kempsvovirus
            - Chi Kihrivirus
            - Chi Kimihcavirus
            - Chi Kudohovirus
            - Chi Kuhfotivirus
            - Chi Lahcomavirus
            - Chi Lehptevirus
            - Chi Lobdovirus
            - Chi Madisduvirus
            - Chi Mitdiwavirus
            - Chi Moloevirus
            - Chi Monekavirus
            - Chi Nehujevirus
            - Chi Neratovirus
            - Chi Niginuvirus
            - Chi Pagohnivirus
            - Chi Pihngevirus
            - Chi Pohlydovirus
            - Chi Psoetuvirus
            - Chi Qeihnovirus
            - Chi Rainacovirus
            - Chi Scloravirus
            - Chi Sdonativirus
            - Chi Sdribtuvirus
            - Chi Shopitevirus
            - Chi Stupavirus
            - Chi Tsecebavirus
            - Chi Wahbolevirus
            - Chi Wecineivirus
            - Chi Whodehavirus
            - Chi Wulosvivirus
            - Chi Yekorevirus
            - Chi Yeshinuvirus

          - Họ Duinviridae
            - Chi Apeevirus
            - Chi Beshanovirus
            - Chi Kahshuvirus
            - Chi Kohmavirus
            - Chi Samuneavirus
            - Chi Tehuhdavirus

          - Họ Fiersviridae
            - Chi Adahivirus
            - Chi Aldhiuvirus
            - Chi Amubhivirus
            - Chi Andhasavirus
            - Chi Andhaxevirus
            - Chi Anedhivirus
            - Chi Apukhovirus
            - Chi Ashucavirus
            - Chi Bahscuvirus
            - Chi Bathrivirus
            - Chi Behevivirus
            - Chi Behlfluvirus
            - Chi Bertavirus
            - Chi Bihdovirus
            - Chi Bisdanovirus
            - Chi Blafavirus
            - Chi Bohnovirus
            - Chi Bohwovirus
            - Chi Boloprevirus
            - Chi Boschuvirus
            - Chi Breudwovirus
            - Chi Brudgevirus
            - Chi Buhdavirus
            - Chi Cahdavirus
            - Chi Cahrpivirus
            - Chi Caloevirus
            - Chi Cauhldivirus
            - Chi Cehakivirus
            - Chi Chaedoavirus
            - Chi Chahsmivirus
            - Chi Chihyovirus
            - Chi Chobevirus
            - Chi Choctavirus
            - Chi Cintrevirus
            - Chi Condavirus
            - Chi Creshivirus
            - Chi Cunavirus
            - Chi Dahmuvirus
            - Chi Darnbovirus
            - Chi Decadevirus
            - Chi Dehcevirus
            - Chi Denfovirus
            - Chi Depandovirus
            - Chi Dihsdivirus
            - Chi Dohlivirus
            - Chi Dosmizivirus
            - Chi Duhcivirus
            - Chi Emesvirus
            - Chi Empivirus
            - Chi Fagihyuvirus
            - Chi Febihevirus
            - Chi Fiyodovirus
            - Chi Gahlinevirus
            - Chi Gahlovirus
            - Chi Garovuvirus
            - Chi Gehnevirus
            - Chi Glincaevirus
            - Chi Glyciruvirus
            - Chi Gmuhndevirus
            - Chi Gorodievirus
            - Chi Grendvuvirus
            - Chi Gunawavirus
            - Chi Hagavirus
            - Chi Hahdsevirus
            - Chi Halcalevirus
            - Chi Hihdivirus
            - Chi Hukohnovirus
            - Chi Icumivirus
            - Chi Ideskevirus
            - Chi Imeberivirus
            - Chi Ineyimevirus
            - Chi Iruqauvirus
            - Chi Ishugivirus
            - Chi Jiesduavirus
            - Chi Johnovirus
            - Chi Jupbevirus
            - Chi Kahfsdivirus
            - Chi Keghovirus
            - Chi Kehmevirus
            - Chi Kemicevirus
            - Chi Kenamavirus
            - Chi Kihryuvirus
            - Chi Kirnavirus
            - Chi Kiwsmaevirus
            - Chi Konkivirus
            - Chi Kowinovirus
            - Chi Kuhshuvirus
            - Chi Lohmavirus
            - Chi Loslovirus
            - Chi Lulohlevirus
            - Chi Luthavirus
            - Chi Mahqeavirus
            - Chi Mahraivirus
            - Chi Manohtivirus
            - Chi Manrohovirus
            - Chi Martavirus
            - Chi Meblowovirus
            - Chi Mehraxmevirus
            - Chi Mekintivirus
            - Chi Methovirus
            - Chi Mihkrovirus
            - Chi Mintuvirus
            - Chi Monamovirus
            - Chi Mucrahivirus
            - Chi Muyegivirus
            - Chi Nadsecevirus
            - Chi Nahjiuvirus
            - Chi Nahrudavirus
            - Chi Nahsuvirus
            - Chi Niankuvirus
            - Chi Nihucivirus
            - Chi Niuhvovirus
            - Chi Noehsivirus
            - Chi Nuihimevirus
            - Chi Oceshuvirus
            - Chi Olmsdivirus
            - Chi Omohevirus
            - Chi Onohmuvirus
            - Chi Opdykovirus
            - Chi Osigowavirus
            - Chi Owenocuvirus
            - Chi Oxychlovirus
            - Chi Palsdevirus
            - Chi Paysduvirus
            - Chi Pehohrivirus
            - Chi Pehsaduvirus
            - Chi Pepevirus
            - Chi Perrunavirus
            - Chi Philtcovirus
            - Chi Phobpsivirus
            - Chi Phulivirus
            - Chi Piponevirus
            - Chi Pipunevirus
            - Chi Pohlevirus
            - Chi Pohtamavirus
            - Chi Poncivirus
            - Chi Psehatovirus
            - Chi Psimevirus
            - Chi Pudlivirus
            - Chi Qubevirus
            - Chi Radbaivirus
            - Chi Rehihmevirus
            - Chi Rehudzovirus
            - Chi Rusvolovirus
            - Chi Scuadavirus
            - Chi Sehcovirus
            - Chi Sehpovirus
            - Chi Seybrovirus
            - Chi Shebanavirus
            - Chi Shihovirus
            - Chi Sholavirus
            - Chi Shomudavirus
            - Chi Shuravirus
            - Chi Sincthavirus
            - Chi Skhembuvirus
            - Chi Smudhfivirus
            - Chi Soetuvirus
            - Chi Sphonivirus
            - Chi Stehlmavirus
            - Chi Swihdzovirus
            - Chi Tahluvirus
            - Chi Tapikevirus
            - Chi Teciucevirus
            - Chi Tehdravirus
            - Chi Tehnexuvirus
            - Chi Thidevirus
            - Chi Thiwvovirus
            - Chi Thiyevirus
            - Chi Thobivirus
            - Chi Ticahravirus
            - Chi Tohvovirus
            - Chi Trucevirus
            - Chi Ureyisuvirus
            - Chi Ushumevirus
            - Chi Vinehtivirus
            - Chi Vohsuavirus
            - Chi Wahtavirus
            - Chi Whietlevirus
            - Chi Whilavirus
            - Chi Wohudhevirus
            - Chi Wyahnevirus
            - Chi Yahnavirus
            - Chi Yemegivirus
            - Chi Yohcadevirus
            - Chi Yuhrihovirus

          - Họ Solspiviridae
            - Chi Alohrdovirus
            - Chi Andihavirus
            - Chi Dibaevirus
            - Chi Dilzevirus
            - Chi Eosonovirus
            - Chi Etdyvivirus
            - Chi Fahrmivirus
            - Chi Hinehbovirus
            - Chi Insbruvirus
            - Chi Intasivirus
            - Chi Jargovirus
            - Chi Mahshuvirus
            - Chi Mintinovirus
            - Chi Odiravirus
            - Chi Oekfovirus
            - Chi Puhrivirus
            - Chi Puirovirus
            - Chi Sexopuavirus
            - Chi Thiuhmevirus
            - Chi Tohkunevirus
            - Chi Tyrahlevirus
            - Chi Vendavirus
            - Chi Voulevirus
            - Chi Wishivirus

        - Bộ Timlovirales
          - Họ Blumeviridae
            - Chi Alehndavirus
            - Chi Bonghivirus
            - Chi Cehntrovirus
            - Chi Dahmuivirus
            - Chi Dehgumevirus
            - Chi Dehkhevirus
            - Chi Espurtavirus
            - Chi Gifriavirus
            - Chi Hehrovirus
            - Chi Ivolevirus
            - Chi Kahnayevirus
            - Chi Kahraivirus
            - Chi Kemiovirus
            - Chi Kerishovirus
            - Chi Konmavirus
            - Chi Lirnavirus
            - Chi Lonzbavirus
            - Chi Marskhivirus
            - Chi Nehohpavirus
            - Chi Nehpavirus
            - Chi Obhoarovirus
            - Chi Pacehavirus
            - Chi Pahdacivirus
            - Chi Rhohmbavirus
            - Chi Semodevirus
            - Chi Shihmovirus
            - Chi Shihwivirus
            - Chi Tibirnivirus
            - Chi Tinebovirus
            - Chi Wahdswovirus
            - Chi Yenihzavirus

          - Họ Steitzviridae
            - Chi Abakapovirus
            - Chi Achlievirus
            - Chi Adahmuvirus
            - Chi Alehxovirus
            - Chi Aphenovirus
            - Chi Arawsmovirus
            - Chi Arctuvirus
            - Chi Arpirivirus
            - Chi Ashcevirus
            - Chi Bahnicevirus
            - Chi Belbovirus
            - Chi Berdovirus
            - Chi Bicehmovirus
            - Chi Bidhavirus
            - Chi Brikhyavirus
            - Chi Cahrlavirus
            - Chi Cahtavirus
            - Chi Catindovirus
            - Chi Cebevirus
            - Chi Chlurivirus
            - Chi Chorovirus
            - Chi Clitovirus
            - Chi Cohrdavirus
            - Chi Controvirus
            - Chi Cunarovirus
            - Chi Dohnjavirus
            - Chi Endehruvirus
            - Chi Eregrovirus
            - Chi Erimutivirus
            - Chi Fagihovirus
            - Chi Fejonovirus
            - Chi Ferahgovirus
            - Chi Fluruvirus
            - Chi Frobavirus
            - Chi Fudhoevirus
            - Chi Gahmegovirus
            - Chi Garnievirus
            - Chi Gehrmavirus
            - Chi Gernuduvirus
            - Chi Gihfavirus
            - Chi Gredihovirus
            - Chi Gulmivirus
            - Chi Hahkesevirus
            - Chi Henifovirus
            - Chi Hohltdevirus
            - Chi Hohrdovirus
            - Chi Huhbevirus
            - Chi Huohcivirus
            - Chi Huylevirus
            - Chi Hyjrovirus
            - Chi Hylipavirus
            - Chi Iwahcevirus
            - Chi Jiforsuvirus
            - Chi Kecijavirus
            - Chi Kecuhnavirus
            - Chi Kehruavirus
            - Chi Kihsiravirus
            - Chi Kinglevirus
            - Chi Kyanivirus
            - Chi Laimuvirus
            - Chi Lazuovirus
            - Chi Lehptavirus
            - Chi Lihvevirus
            - Chi Limaivirus
            - Chi Lomnativirus
            - Chi Loptevirus
            - Chi Luloavirus
            - Chi Lygehevirus
            - Chi Lyndovirus
            - Chi Mahdsavirus
            - Chi Mahjnavirus
            - Chi Metsavirus
            - Chi Milihnovirus
            - Chi Minusuvirus
            - Chi Mocruvirus
            - Chi Molucevirus
            - Chi Nehumivirus
            - Chi Nihlwovirus
            - Chi Ociwvivirus
            - Chi Pahspavirus
            - Chi Patimovirus
            - Chi Pepusduvirus
            - Chi Phulihavirus
            - Chi Pirifovirus
            - Chi Podtsbuvirus
            - Chi Pohlodivirus
            - Chi Psiaduvirus
            - Chi Psouhdivirus
            - Chi Puduphavirus
            - Chi Pujohnavirus
            - Chi Rodtovirus
            - Chi Rohsdrivirus
            - Chi Sdenfavirus
            - Chi Setohruvirus
            - Chi Sidiruavirus
            - Chi Snuwdevirus
            - Chi Sperdavirus
            - Chi Stehnavirus
            - Chi Suhnsivirus
            - Chi Surghavirus
            - Chi Tamanovirus
            - Chi Tehmuvirus
            - Chi Tehnicivirus
            - Chi Thehlovirus
            - Chi Thyrsuvirus
            - Chi Tikiyavirus
            - Chi Timirovirus
            - Chi Tsuhreavirus
            - Chi Tuskovirus
            - Chi Tuwendivirus
            - Chi Vernevirus
            - Chi Vesehyavirus
            - Chi Vindevirus
            - Chi Weheuvirus
            - Chi Widsokivirus
            - Chi Yeziwivirus
            - Chi Zuysuivirus

        - (-)
          - (-)
            - Chi Chimpavirus
            - Chi Hohglivirus
            - Chi Mahrahovirus
            - Chi Meihzavirus
            - Chi Nicedsevirus
            - Chi Sculuvirus
            - Chi Skrubnovirus
            - Chi Tetipavirus
            - Chi Winunavirus

      - Lớp Miaviricetes
        - Bộ Ourlivirales
          - Họ Botourmiaviridae
            - Chi Betabotoulivirus
            - Chi Betarhizoulivirus
            - Chi Betascleroulivirus
            - Chi Botoulivirus
            - Chi Deltascleroulivirus
            - Chi Epsilonscleroulivirus
            - Chi Gammascleroulivirus
            - Chi Magoulivirus
            - Chi Ourmiavirus
            - Chi Penoulivirus
            - Chi Rhizoulivirus
            - Chi Scleroulivirus

    - Ngành Negarnaviricota
      - Phân ngành Haploviricotina
        - Lớp Chunqiuviricetes
          - Bộ Muvirales
            - Họ Qinviridae
              - Chi Yingvirus

        - Lớp Milneviricetes
          - Bộ Serpentovirales
            - Họ Aspirividae
              - Chi Ophiovirus

        - Lớp Monjiviricetes
          - Bộ Jingchuvirales
            - Họ Aliusviridae
              - Chi Obscuruvirus
              - Chi Ollusvirus

            - Họ Chuviridae
              - Chi Boscovirus
              - Chi Chuvivirus
              - Chi Culicidavirus
              - Chi Demapteravirus
              - Chi Doliuvirus
              - Chi Mivirus
              - Chi Morsusvirus
              - Chi Nigecruvirus
              - Chi Odonatavirus
              - Chi Pediavirus
              - Chi Piscichuvirus
              - Chi Pterovirus
              - Chi Rochuvirus
              - Chi Scarabeuvirus
              - Chi Taceavirus
              - Chi Vapochuvirus

            - Họ Crepuscuviridae
              - Chi Aqualaruvirus

            - Họ Myriaviridae
              - Chi Myriavirus

            - Họ Natareviridae
              - Chi Charybdivirus

          - Bộ Mononegavirales
            - Họ Artoviridae
              - Chi Hexartovirus
              - Chi Peropuvirus

            - Họ Bornaviridae
              - Chi Carbovirus
              - Chi Cultervirus
              - Chi Orthobornavirus

            - Họ Filoviridae
              - Chi Cuevavirus
              - Chi Dianlovirus
              - Chi Oblavirus
              - Chi Orthoebolavirus
              - Chi Orthomaburgvirus
              - Chi Striavirus
              - Chi Tabjovirus
              - Chi Thamnovirus

            - Họ Lispiviridae
              - Chi Acridvirus
              - Chi Aleyavirus
              - Chi Aleybvirus
              - Chi Anicalvirus
              - Chi Anidravirus
              - Chi Aranavirus
              - Chi Aranbvirus
              - Chi Arlivirus
              - Chi Avesvirus
              - Chi Copasivirus
              - Chi Cybitervirus
              - Chi Damravirus
              - Chi Ganiavirus
              - Chi Hemipvirus
              - Chi Leocovirus
              - Chi Nematovirus
              - Chi Phelinovirus
              - Chi Rivapovirus
              - Chi Sanstrivirus
              - Chi Stylovirus
              - Chi Supelovirus
              - Chi Synelinevirus
              - Chi Usmuvirus
              - Chi Xenophyvirus

            - Họ Mymonaviridae
              - Chi Auricularimonavirus
              - Chi Botrytimonavirus
              - Chi Hubramonavirus
              - Chi Lentimonavirus
              - Chi Penicillimonavirus
              - Chi Phyllomonavirus
              - Chi Plasmopamonavirus
              - Chi Rhizomonavirus
              - Chi Sclerotimonavirus

            - Họ Nyamiviridae
              - Chi Berhavirus
              - Chi Crustavirus
              - Chi Formivirus
              - Chi Nyavirus
              - Chi Orinovirus
              - Chi Socyvirus
              - Chi Tapwovirus

            - Họ Paramyxoviridae
              - Phân họ Avulavirinae
                - Chi Metaavulavirus
                - Chi Orthoavulavirus
                - Chi Paraavulavirus

              - Phân họ Metaparamyxovirinae
                - Chi Synodonvirus

              - Phân họ Orthoparamyxovirinae
                - Chi Aquaparamyxovirus
                - Chi Ferlavirus
                - Chi Henipavirus
                - Chi Jeilongvirus
                - Chi Morbillivirus
                - Chi Narmovirus
                - Chi Respirovirus
                - Chi Salemvirus

              - Phân họ Rubulavirinae
                - Chi Orthorubulavirus
                - Chi Pararubulavirus

              - (-)
                - Chi Cynoglossusvirus
                - Chi Hoplichthyvirus
                - Chi Scoliodonvirus

            - Họ Pneumoviridae
              - Chi Metapneumovirus
              - Chi Orthopneumovirus

            - Họ Rhabdoviridae
              - Phân họ Alpharhabdovirinae
                - Chi Almendravirus
                - Chi Alphanemrhavirus
                - Chi Alphapaprhavirus
                - Chi Alpharicinrhavirus
                - Chi Amplylivirus
                - Chi Arurhavirus
                - Chi Barhavirus
                - Chi Caligrhavirus
                - Chi Cetarhavirus
                - Chi Curiovirus
                - Chi Ephemerovirus
                - Chi Hapavirus
                - Chi Ledantevirus
                - Chi Lostrhavirus
                - Chi Lyssavirus
                - Chi Merhavirus
                - Chi Mousrhavirus
                - Chi Ohlsrhavirus
                - Chi Perhabdovirus
                - Chi Replylivirus
                - Chi Sawgrhavirus
                - Chi Scophrhavirus
                - Chi Sigmavirus
                - Chi Siniperhavirus
                - Chi Sprivivirus
                - Chi Sripuvirus
                - Chi Sunrhavirus
                - Chi Thriprhavirus
                - Chi Tibrovirus
                - Chi Tupavirus
                - Chi Vesiculovirus
                - Chi Zarhavirus

              - Phân họ Betarhabdovirinae
                - Chi Alphanucleorhabdovirus
                - Chi Betanucleorhabdovirus
                - Chi Cytorhabdovirus
                - Chi Dichorhavirus
                - Chi Gammanucleorhabdovirus
                - Chi Varicosavirus

              - Phân họ Gammarhabdovirinae
                - Chi Novirhabdovirus

              - (-)
                - Chi Alphacrustrhavirus
                - Chi Alphadrosrhavirus
                - Chi Alphahymrhavirus
                - Chi Betahymrhavirus
                - Chi Betanemrhavirus
                - Chi Betapaprhavirus
                - Chi Betaricinrhavirus

            - Họ Sunviridae
              - Chi Sunshinevirus

            - Họ Xinmoviridae
              - Chi Alasvirus
              - Chi Anphevirus
              - Chi Doupovirus
              - Chi Draselvirus
              - Chi Drunivirus
              - Chi Gambievirus
              - Chi Gylbovirus
              - Chi Hoptevirus
              - Chi Madalivirus
              - Chi Pelmivirus
              - Chi Trinovirus
              - Chi Ulegvirus

        - Lớp Yunchangviricetes
          - Bộ Goujianvirales
            - Họ Yueviridae
              - Chi Yuyuevirus

      - Phân ngành Polyphoviricotina
        - Lớp Ellioviricetes
          - Bộ Bunjavirales
            - Họ Arenaviridae
              - Chi Antennavirus
              - Chi Hartmanivirus
              - Chi Innmovirus
              - Chi Mammarenavirus
              - Chi Reptarenavirus

            - Họ Cruliviridae
              - Chi Lincruvirus

            - Họ Discoviridae
              - Chi Orthodiscovirus

            - Họ Fimoviridae
              - Chi Emaravirus

            - Họ Hantaviridae
              - Phân họ Actantavirinae
                - Chi Actinovirus

              - Phân họ Agantavirinae
                - Chi Agnathovirus

              - Phân họ Mammantavirinae
                - Chi Loanvirus
                - Chi Mobatvirus
                - Chi Orthohantavirus
                - Chi Thottimvirus

              - Phân họ Repantavirinae

            - Họ Leishbuviridae
              - Chi Shilevirus

            - Họ Mypoviridae
              - Chi Hupavirus

            - Họ Nairoviridae
              - Chi Norwavirus
              - Chi Ocetevirus
              - Chi Orthonairovirus
              - Chi Sabavirus
              - Chi Shaspivirus
              - Chi Striwavirus
              - Chi Xinspivirus

            - Họ Peribunyaviridae
              - Chi Herbevirus
              - Chi Khurdivirus
              - Chi Lakivirus
              - Chi Lambavirus
              - Chi Orthobunyavirus
              - Chi Pacuvirus
              - Chi Shangavirus

            - Họ Phasmaviridae
              - Chi Cicadellivirus
              - Chi Feravirus
              - Chi Hymovirus
              - Chi Jonvirus
              - Chi Orthphasmavirus
              - Chi Sawastrivirus
              - Chi Wuhivirus

            - Họ Phenuiviridae
              - Chi Bandavirus
              - Chi Beidivirus
              - Chi Citricivirus
              - Chi Coguvirus
              - Chi Entovirus
              - Chi Goukovirus
              - Chi Horwuvirus
              - Chi Hudivirus
              - Chi Hudovirus
              - Chi Ixovirus
              - Chi Laulavirus
              - Chi Lentinuvirus
              - Chi Mechlorovirus
              - Chi Mobuvirus
              - Chi Phasivirus
              - Chi Phlebovirus
              - Chi Pidchovirus
              - Chi Rubodvirus
              - Chi Tanzavirus
              - Chi Tenuivirus
              - Chi Uukuvirus
              - Chi Wenrivirus

            - Họ Tospoviridae
              - Chi Orthotospovirus

            - Họ Tulasviridae
              - Chi Orthotulasvirus

            - Họ Wupedeviridae
              - Chi Wumivirus

        - Lớp Insthoviricetes
          - Bộ Articulavirales
            - Họ Amnoonviridae
              - Chi Tilapinevirus

            - Họ Orthomyxoviridae
              - Chi Alphainfluenzavirus
              - Chi Betainfluenzvirus
              - Chi Deltainfluenzavirus
              - Chi Gammainfluenzavirus
              - Chi Isavirus
              - Chi Mykissvirus
              - Chi Quaranjavirus
              - Chi Sardinovirus
              - Chi Thogotovirus

      - (-)
        - (-)
          - Họ Tosoviridae
            - Chi Fraservirus

    - Ngành Pisuviricota
      - Lớp Duplopiviricetes
        - Bộ Durnavirales
          - Họ Amalgaviridae
            - Chi Amalgavirus
            - Chi Zybavirus

          - Họ Curvulaviridae
            - Chi Orthocurvulavirus

          - Họ Fusariviridae
            - Chi Alphafusarivirus
            - Chi Betafusarivirus
            - Chi Gammafusarivirus

          - Họ Hypoviridae
            - Chi Alphahypovirus
            - Chi Betahypovirus
            - Chi Deltahypovirus
            - Chi Epsilonhypovirus
            - Chi Etahypovirus
            - Chi Gammahypovirus
            - Chi Thetahypovirus
            - Chi Zetahypovirus

          - Họ Partitiviridae
            -               - Chi Alphapartitivirus
              - Chi Betapartitivirus
              - Chi Cryspovirus
              - Chi Deltapartitivirus
              - Chi Gammapartitivirus

          - Họ Picobirnaviridae
            - Chi Orthopicobirnavirus

      - Lớp Pisoniviricetes
        - Bộ Nidovirales
          - Phân bộ Abnidovirineae
            - Họ Abyssoviridae
              - Phân họ Tiamatvirinae
                - Chi Alphaabyssovirus

          - Phân bộ Arnidovirineae
            - Họ Arteriviridae
              - Phân họ Crocarterivirinae
                - Chi Muarterivirus

              - Phân họ Equarterivirinae
                - Chi Alphaarterivirus

              - Phân họ Heroartervirinae
                - Chi Lambdaarterivirus

              - Phân họ Simarterivirinae
                - Chi Deltaarterivirus
                - Chi Epsilonarterivirus
                - Chi Etaarterivirus
                - Chi Iotaarterivirus
                - Chi Thetaarterivirus
                - Chi Zetaarterivirus

              - Phân họ Variarterivirinae
                - Chi Betaarterivirus
                - Chi Gammaarterivirus
                - Chi Nuarterivirus

              - Phân họ Zealarterivirinae
                - Chi Kappaarterivirus

            - Họ Cremegaviridae
              - Phân họ Becregavirinae
                - Chi Sicregavirus

              - Phân họ Rodepovirinae
                - Chi Pontunivirus

            - Họ Gresnaviridae
              - Phân họ Reternivirinae
                - Chi Cyclophivirus

            - Họ Olifoviridae
              - Phân họ Gofosavirinae
                - Chi Kukrinivirus

          - Phân bộ Cornidovirineae
            - Họ Coronaviridae
              - Phân họ Letovirinae
                - Chi Alphaletovirus

              - Phân họ Orthocoronavirinae
                - Chi Alphacoronavirus
                - Chi Betacoronavirus
                - Chi Deltacoronavirus
                - Chi Gammacoronavirus

              - Phân họ Pitovirinae
                - Chi Alphapironavirus

          - Phân bộ Mesnidovirineae
            - Họ Medioniviridae
              - Phân họ Medionivirinae
                - Chi Bolenivirus
                - Chi Turrinivirus

            - Họ Mesoniviridae
              - Phân họ Hexponivirinae
                - Chi Alphamesonivirus

              - Phân họ Menanivirinae
                - Chi Nasenivirus

              - Phân họ Metotonivirinae
                - Chi Tocinivirus
                - Chi Tofonivirus

          - Phân bộ Monidovirineae
            - Họ Mononiviridae
              - Phân họ Mononivirinae
                - Chi Alphamononivirus

          - Phân bộ Nanidovirineae
            - Họ Nanghosaviridae
              - Phân họ Chimanivirinae
                - Chi Chimshavirus

            - Họ Nanhypoviridae
              - Phân họ Hyporhamsavirinae
                - Chi Sajorinivirus

          - Phân bộ Ronidovirineae
            - Họ Euroniviridae
              - Phân họ Ceronivirinae
                - Chi Charybnivirus
                - Chi Paguronivirus

            - Họ Ronviridae
              - Phân họ Okanivirinae
                - Chi Nimanivirus
                - Chi Okavirus

          - Phân bộ Tornidovirineae
            - Họ Tobaniviridae
              - Phân họ Piscanivirinae
                - Chi Bafinivirus
                - Chi Oncotshavirus

              - Phân họ Remotovirinae
                - Chi Bostovirus

              - Phân họ Serpentovirinae
                - Chi Infratovirus
                - Chi Lyctovirus
                - Chi Pregotovirus
                - Chi Sectovirus
                - Chi Septovirus
                - Chi Sertovirus
                - Chi Vebetovirus

              - Phân họ Torovirinae
                - Chi Torovirus

        - Bộ Picornavirales
          - Họ Caliciviridae
            - Chi Bavovirus
            - Chi Lacovirus
            - Chi Minovirus
            - Chi Nacovirus
            - Chi Nebovirus
            - Chi Norovirus
            - Chi Recovirus
            - Chi Salovirus
            - Chi Sapovirus
            - Chi Valovirus
            - Chi Vesivirus

          - Họ Dicistroviridae
            - Chi Aparavirus
            - Chi Cripavirus
            - Chi Triatovirus

          - Họ Iflaviridae
            - Chi Iflavirus

          - Họ Marnaviridae
            - Chi Bacillarnavirus
            - Chi Kusarnavirus
            - Chi Labynarnavirus
            - Chi Locarnavirus
            - Chi Marnavirus
            - Chi Salisharnavirus
            - Chi Sogarnavirus

          - Họ Noraviridae
            - Chi Orthonoravirus

          - Họ Picornaviridae
            - Phân họ Caphthovirinae
              - Chi Ailurivirus
              - Chi Aphthovirus
              - Chi Bopivirus
              - Chi Cardiovirus
              - Chi Cosavirus
              - Chi Erbovirus
              - Chi Hunnivirus
              - Chi Malagasivirus
              - Chi Marsupivirus
              - Chi Mischivirus
              - Chi Mosavirus
              - Chi Mupivirus
              - Chi Senecavirus
              - Chi Teschovirus
              - Chi Torchivirus
              - Chi Tottorivirus

            - Phân họ Ensavirinae
              - Chi Anativirus
              - Chi Boosepivirus
              - Chi Diresapivirus
              - Chi Enterovirus
              - Chi Felipivirus
              - Chi Parabovirus
              - Chi Rabovirus
              - Chi Sapelovirus

            - Phân họ Heptrevirinae
              - Chi Caecilivirus
              - Chi Crahelivirus
              - Chi Fipivirus
              - Chi Gruhelivirus
              - Chi Hepatovirus
              - Chi Rohevirus
              - Chi Tremovirus

            - Phân họ Kodimesavirinae
              - Chi Danipivirus
              - Chi Dicipivirus
              - Chi Gallivirus
              - Chi Hemipivirus
              - Chi Kobuvirus
              - Chi Livupivirus
              - Chi Ludopivirus
              - Chi Megrivirus
              - Chi Myrropivirus
              - Chi Oscivirus
              - Chi Passerivirus
              - Chi Pemapivirus
              - Chi Poecivirus
              - Chi Pygoscepivirus
              - Chi Rafivirus
              - Chi Rajidapivirus
              - Chi Rosavirus
              - Chi Sakobuvirus
              - Chi Salivirus
              - Chi Sicinivirus
              - Chi Symapivirus
              - Chi Tropivirus

            - Phân họ Paavivirinae
              - Chi Aalivirus
              - Chi Aquamavirus
              - Chi Avihepatovirus
              - Chi Avisivirus
              - Chi Crohivirus
              - Chi Grusopivirus
              - Chi Kunsagivirus
              - Chi Limnipivirus
              - Chi Orivirus
              - Chi Parechovirus
              - Chi Pasivirus
              - Chi Potamipivirus
              - Chi Shanbavirus

            - (-)
              - Chi Ampivirus
              - Chi Harkavirus

          - Họ Polycipiviridae
            - Chi Chipolycivirus
            - Chi Hupolycivirus
            - Chi Sopolycivirus

          - Họ Secoviridae
            - Phân họ Comovirinae

          - Họ Solinviridae
            - Chi Invictavirus
            - Chi Nyfulvavirus

        - Bộ Sobelivirales
          - Họ Alvernaviridae
            - Chi Dinornavirus

          - Họ Barnaviridae
            - Chi Barnavirus

          - Họ Solemoviridae
            - Chi Enamovirus
            - Chi Polemovirus
            - Chi Polerovirus
            - Chi Sobemovirus

      - Lớp Stelpaviricetes
        - Bộ Patatavirales
          - Họ Potyviridae
            - Chi Arepavirus
            - Chi Bevemovirus
            - Chi Brambyvirus
            - Chi Bymovirus
            - Chi Celavirus
            - Chi Ipomovirus
            - Chi Macluravirus
            - Chi Poacevirus
            - Chi Potyvirus
            - Chi Roymovirus
            - Chi Rymovirus
            - Chi Tritomovirus

        - Bộ Stellavirales
          - Họ Astroviridae
            - Chi Avastrovirus
            - Chi Mamastrovirus

      - (-)
        - Bộ Yadokarivirales
          - Họ Yadokariviridae
            - Chi Alphayadokarivirus
            - Chi Betayadokarivirus

        - (-)
          - Họ Hadakaviridae
            - Chi Hadakavirus

    - (-)
      - (-)
        - (-)
          - Họ Birnaviridae
            - Chi Aquabirnavirus
            - Chi Avibirnavirus
            - Chi Blosnavirus
            - Chi Dronavirus
            - Chi Entomobirnavirus
            - Chi Ronavirus
            - Chi Telnavirus

          - Họ Permutotetraviradae
            - Chi Alphapermutotetravirus

          - (-)
            - Chi Botybirnavirus

  - Giới Pararnavirae
    - Ngành Artverviricota
      - Lớp Revtraviricetes
        - Bộ Blubervirales
          - Họ Hepadnaviridae
            - Chi Avihepadnavirus
            - Chi Herpetohepadnavirus
            - Chi Metahepadnavirus
            - Chi Orthohepadnavirus
            - Chi Parahepadnavirus

        - Bộ Ortervirales
          - Họ Belpaoviridae
            - Chi Semotivirus

          - Họ Caulimoviridae
            - Chi Badnavirus
            - Chi Caulimovirus
            - Chi Cavemovirus
            - Chi Dioscovirus
            - Chi Petuvirus
            - Chi Rosadnavirus
            - Chi Ruflodivirus
            - Chi Solendovirus
            - Chi Soymovirus
            - Chi Tungrovirus
            - Chi Vaccinivirus

          - Họ Metaviridae
            - Chi Errantivirus
            - Chi Metavirus

          - Họ Pseudoviridae
            -               - Chi Hemivirus
              - Chi Pseudovirus
              - Chi Sirevirus

          - Họ Retroviridae
            -               - Phân họ Orthoretrovirinae
                - Chi Alpharetrovirus
                - Chi Betaretrovirus
                - Chi Deltaretrovirus
                - Chi Epsilonretrovirus
                - Chi Gammaretrovirus
                - Chi Lentivirus

              - Phân họ Spumaretrovirinae
                - Chi Bovispumavirus
                - Chi Equispumavirus
                - Chi Felispumavirus
                - Chi Prosimiispumavirus
                - Chi Simiispumavirus

  - (-)
    - (-)
      - (-)
        - (-)
          - Họ Polymycoviridae
            - Chi Polymyvirus

          - Họ Sarthroviridae
            - Chi Macronovirus

          - (-)
            - Chi Albetovirus
            - Chi Aumaivirus
            - Chi Papanivirus
            - Chi Virtovirus

### Ribozyviria
Vực Ribozyviria
- - (-)
    - (-)
      - (-)
        - (-)
          - Họ Kolmioviridae
            - Chi Daazvirus
            - Chi Dagazvirus
            - Chi Daletvirus
            - Chi Dalvirus
            - Chi Deevirus
            - Chi Deltavirus
            - Chi Dobrovirus
            - Chi Thurisazvirus

### Varidnaviria
- Vực Varidnaviria
  - Giới Bamfordvirae
    - Ngành Nucleocytoviricota
      - Lớp Megaviricetes
        - Bộ Algavirales
          - Họ Phycodnaviridae
            - Chi Chlorovirus
            - Chi Coccolithovirus
            - Chi Phaeovirus
            - Chi Prasinovirus
            - Chi Prymnesiovirus
            - Chi Raphidovirus

        - Bộ Imitervirales
          - Họ Allomimiviridae
            - Chi Heliosvirus
            - Chi Oceanusvirus

          - Họ Mesomimiviridae
            - Chi Tethysvirus

          - Họ Mimiviridae
            - Phân họ Allimimivirinae
              - Chi Rheavirus

            - Phân họ Klosneuvirinae
              - Chi Fadolivirus
              - Chi Theiavirus
              - Chi Yasminevirus

            - Phân họ Megamimivirinae
              - Chi Cotonvirus
              - Chi Megavirus
              - Chi Mimivirus
              - Chi Moumouvirus
              - Chi Tupanvirus

          - Họ Schizomimiviridae
            - Chi Biavirus
            - Chi Kratosvirus

        - Bộ Pimascovirales
          - Họ Ascoviridae
            - Chi Ascovirus
            - Chi Toursvirus

          - Họ Iridoviridae
            - Phân họ Alphairidovirinae
              - Chi Lymphocystivirus
              - Chi Megalocytivirus
              - Chi Ranavirus

            - Phân họ Betairidovirinae
              - Chi Chloriridovirus
              - Chi Daphniairidovirus
              - Chi Decapodiridovirus
              - Chi Iridovirus

          - Họ Marseilleviridae
            - Chi Marseillevirus

        - (-)
          - Họ Mamonoviridae
            - Chi Medusavirus

      - Lớp Pokesviricetes
        - Bộ Asfuvirales
          - Họ Asfarviridae
            - Chi Asfivirus

        - Bộ Chitovirales
          - Họ Poxviridae
            - Phân họ Chrodopoxvirinae
              - Chi Avipoxvirus
              - Chi Capripoxvirus
              - Chi Centapoxvirus
              - Chi Cervidpoxvirus
              - Chi Crocodylidpoxvirus
              - Chi Leporipoxvirus
              - Chi Macropopoxvirus
              - Chi Molluscipoxvirus
              - Chi Mustelpoxvirus
              - Chi Orthopoxvirus
              - Chi Oryzopoxvirus
              - Chi Parapoxvirus
              - Chi Pteropopoxvirus
              - Chi Salmonpoxvirus
              - Chi Sciuripoxvirus
              - Chi Suipoxvirus
              - Chi Vespertilionpoxvirus
              - Chi Yatapoxvirus

            - Phân họ Entomopoxvirinae
              - Chi Alphaentomopoxvirus
              - Chi Betaentomopoxvirus
              - Chi Deltaentomopoxvirus
              - Chi Gammaentomopoxvirus

    - Ngành Preplasmiviricota
      - Lớp Ainoaviricetes
        - Bộ Lautamovirales
          - Họ Finnlakeviridae
            - Chi Finnlakevirus

      - Lớp Maveriviricetes
        - Bộ Priklausovirales
          - Họ Lavidaviridae
            - Chi Mavirus
            - Chi Sputnikvirus

      - Lớp Polintoviricetes
        - Bộ Orthopolintovirales
          - Họ Adintoviridae
            - Chi Alphadintovirus
            - Chi Betadintovirus

      - Lớp Tectiliviricetes
        - Bộ Atroposvirales
          - Họ Skuldviridae
            - Chi Delusorvirus

        - Bộ Belfryvirales
          - Họ Turriviridae
            - Chi Alphaturrivirus

        - Bộ Coyopavirales
          - Họ Chaacviridae
            - Chi Antichaacvirus
            - Chi Homochaacvirus

        - Bộ Kalamavirales
          - Họ Tectiviridae
            - Chi Alphatectivirus
            - Chi Betatectivirus
            - Chi Deltatectivirus
            - Chi Epsilontectivirus
            - Chi Gammatectivirus

        - Bộ Rowavirales
          - Họ Adenoviridae
            - Chi Atadenovirus
            - Chi Aviadenovirus
            - Chi Ichtadenovirus
            - Chi Mastadenovirus
            - Chi Siadenovirus
            - Chi Testadenovirus

        - Bộ Vinavirales
          - Họ Corticoviridae
            - Chi Corticovirus

        - (-)
          - Họ Autolykiviridae
            - Chi Livvievirus
            - Chi Paulavirus

    - (-)
      - (-)
        - (-)
          - Họ Yaraviridae
            - Chi Yaravirus

  - Giới Helvetiavirae
    - Ngành Dividoviricota
      - Lớp Laserviricetes
        - Bộ Halopanivirales
          - Họ Matshusitaviridae
            - Chi Hukuchivirus

          - Họ Simuloviridae
            - Chi Yingchengvirus

          - Họ Sphaerolipoviridae
            - Chi Alphasphaerolipovirus

### Phi vực
- (-)
  - (-)
    - (-)
      - Lớp Naldaviricetes
        - Bộ Lefavirales
          - Họ Baculoviridae
            - Chi Alphabaculovirus
            - Chi Betabaculovirus
            - Chi Deltabaculovirus
            - Chi Gammabaculovirus

          - Họ Hytrosaviridae
            - Chi Glossinavirus
            - Chi Muscavirus

          - Họ Nudiviridae
            - Chi Alphanudivirus
            - Chi Betanudivirus
            - Chi Deltanudivirus
            - Chi Gammanudivirus

        - (-)
          - Họ Nimaviridae
            - Chi Whispovirus

      - (-)
        - (-)
          - Họ Ampullaviridae
            - Chi Bottigliavirus

          - Họ Anelloviridae
            - Chi Aleptorquevirus
            - Chi Alphatorquevirus
            - Chi Betatorquevirus
            - Chi Chitorquevirus
            - Chi Dalettorquevirus
            - Chi Deltatorquevirus
            - Chi Epsilontorquevirus
            - Chi Etatorquevirus
            - Chi Gammatorquevirus
            - Chi Gimeltorquevirus
            - Chi Gyrovirus
            - Chi Hetorquevirus
            - Chi Iotatorquevirus
            - Chi Kappatorquevirus
            - Chi Lambdatorquevirus
            - Chi Mutorquevirus
            - Chi Nutorquevirus
            - Chi Omegatorquevirus
            - Chi Omicrontorquevirus
            - Chi Pitorquevirus
            - Chi Psitorquevirus
            - Chi Rhotorquevirus
            - Chi Sigmatorquevirus
            - Chi Tettorquevirus
            - Chi Thetatorquevirus
            - Chi Upsilontorquevirus
            - Chi Wawtorquevirus
            - Chi Xitorquevirus
            - Chi Zayintorquevirus
            - Chi Zetatorquevirus

          - Họ Bicaudaviridae
            - Chi Bicaudavirus

          - Họ Clavaviridae
            - Chi Clavavirus

          - Họ Fuselloviridae
            - Chi Alphafusellovirus
            - Chi Betafusellovirus

          - Họ Globuloviridae
            - Chi Alphaglobulovirus

          - Họ Guttaviridae
            - Chi Betaguttavirus

          - Họ Halspiviridae
            - Chi Salterprovirus

          - Họ Itzamnaviridae
            - Chi Demiitzamnavirus
            - Chi Pleitoitzamnavirus

          - Họ Ovaliviridae
            - Chi Alphaovalivirus

          - Họ Plasmaviridae
            - Chi Plasmavirus

          - Họ Portogloboviridae
            - Chi Alphaportoglobovirus

          - Họ Spiraviridae
            - Chi Alphaspiravirus

          - Họ Thaspiviridae
            - Chi Nitmarvirus

          - (-)
            - Chi Dinodnavirus
            - Chi Rhizidiovirus

### Viriform
(-)
- - (-)
    - (-)
      - (-)
        - (-)
          - Họ Bartogtaviriformidae
            - Chi Bartonegtaviriform

          - Họ Brachygtaviriformidae
            - Chi Brachyspigtaviriform

          - Họ Polydnaviriformidae
            - Chi Bracoviriform
            - Chi Ichnoviriform

          - Họ Rhodogtaviriformidae
            - Chi Dinogtaviriform
            - Chi Rhodobactegtaviriform
            - Chi Rhodovulugtaviriform
            - Chi Ruegerigtaviriform

### Satellite
- (-)
  - (-)
    - (-)
      - (-)
        - (-)
          - Họ Alphasatellitidae
            - Phân họ Geminialphasatellitinae
              - Chi Ageyesisatellite
              - Chi Clecrusatellite
              - Chi Colecusatellite
              - Chi Draflysatellite
              - Chi Gosmusatellite
              - Chi Somasatellite
              - Chi Whiflysatellite

            - Phân họ Nanoalphasatellitinae
              - Chi Clostunsatellite
              - Chi Fabenesatellite
              - Chi Milvetsatellite
              - Chi Mivedwarsatellite
              - Chi Sophoyesatellite
              - Chi Subclovsatellite

            - Phân họ Petromoalphasatellitinae
              - Chi Babusatellite
              - Chi Cocosatellite
              - Chi Coprasatellite
              - Chi Kobbarisatellite
              - Chi Muscarsatellite

          - Họ Tolecusatellitidae
            - Chi Betasatellite
            - Chi Deltasatellite

### Viroid
- (-)
  - (-)
    - (-)
      - (-)
        - (-)
          - Họ Avsunviroidae
            - Chi Avsunviroid
            - Chi Elaviroid
            - Chi Pelamoviroid

          - Họ Pospiviroidae
            - Chi Apscaviroid
            - Chi Cocaviroid
            - Chi Coleviroid
            - Chi Hostuviroid
            - Chi Pospiviroid